# 柏レイソル
柏レイソル（かしわレイソル、英: Kashiwa Reysol）は、日本の千葉県柏市をホームタウンとする、日本プロサッカーリーグ（Jリーグ）に加盟するプロサッカークラブ。

## 概要

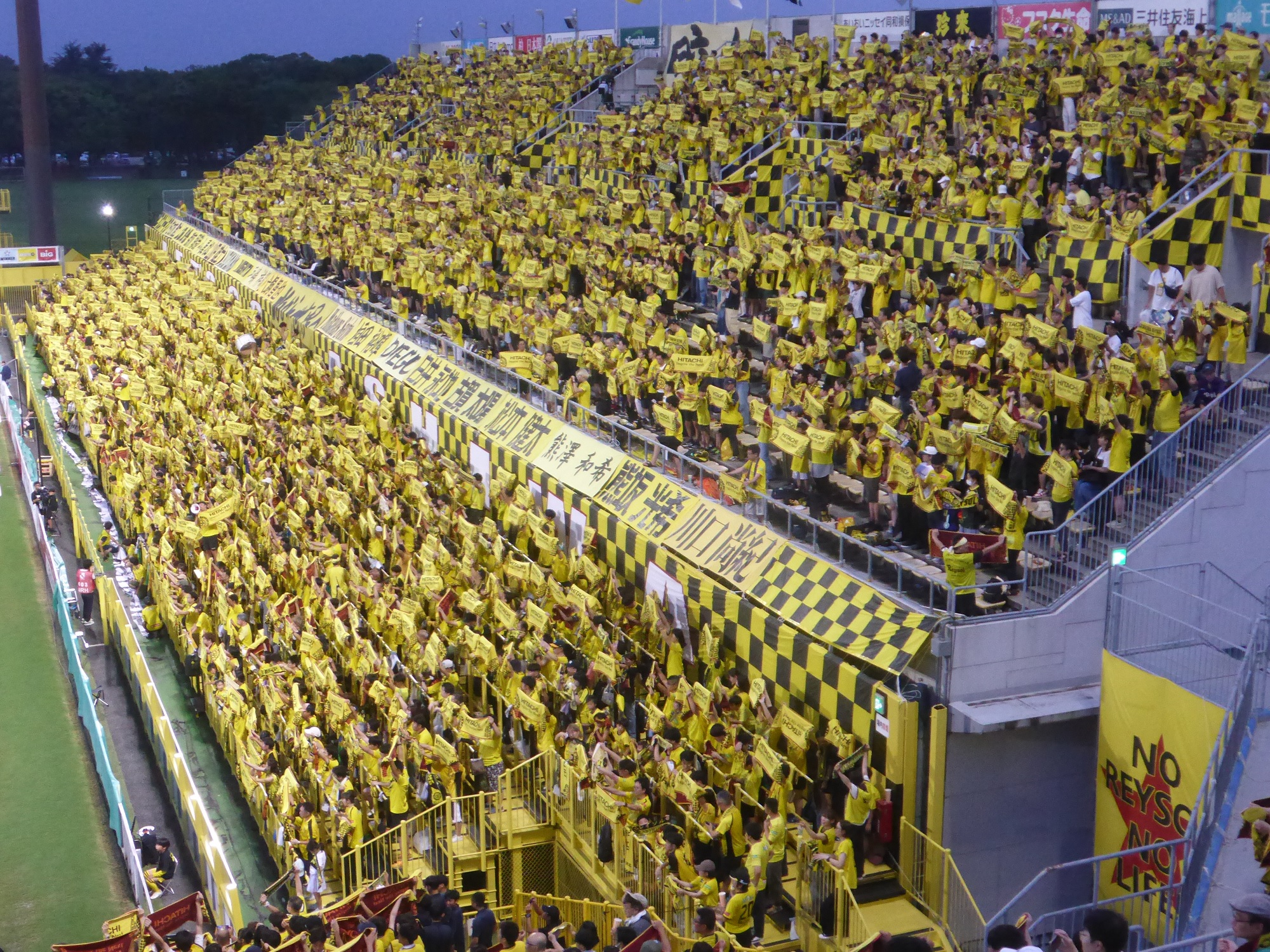
日立台ゴール裏「柏熱地帯」に陣取るレイソルサポーター

1940年に創部された日立製作所本社サッカー部（1970年に日立製作所サッカー部へ改称）が前身となり、1995年にJリーグへ加盟した。運営会社は株式会社日立柏レイソルである。ホームタウン登録は千葉県柏市のみであるが、それに加えて我孫子市、鎌ケ谷市、流山市、野田市、松戸市、印西市、白井市を活動エリア とし、サッカースクールやホームゲームでのホームタウンデーなどを行っている。
チーム名はスペイン語の「レイ（Rey）」（王）と「ソル（Sol）」（太陽）を合わせた造語で、「太陽王」を意味する。ホームスタジアムは三協フロンテア柏スタジアムである（詳細は#スタジアム・練習場を参照）。マスコットは「太陽の王子」をイメージした「レイくん」である。
なおJ2からJ1へ昇格した年にJ1優勝を果たした史上初めてのクラブでもある（後述）。

## 歴史

### Jリーグ昇格前
前身の日立製作所サッカー部は、日本サッカーリーグ（JSL）が創設された1965年から参加した8チーム（オリジナル8）のうちの1つ。JSLリーグ戦で1回、JSLカップで1回、天皇杯で2度、それぞれ優勝した。
1990年にプロリーグ（Jリーグ＝1993年創設）参加を表明。1992年4月、運営会社となる株式会社日立スポーツを設立。1993年、日立FC柏レイソルとクラブ名称を変更し、フジタ（現：湘南ベルマーレ）、ヤマハ（現：ジュビロ磐田）と共にJリーグ準会員に承認された。（初代社長は佐藤東里）
1993年、JFLにおいて2位以内の成績でJリーグ加盟が認められることになっていたが、最終順位は5位。秋に当時ブラジル代表のカレッカを獲得。山口芳忠が初代監督として指揮をとった。JFLの成績ではJリーグ昇格はならなかったが、それでもJリーグカップにおいてベスト4入りすれば、Jリーグへの加盟が承認される条件の中、カレッカを加え、リーグカップに挑んだが、チームは得失点差で決勝トーナメント進出を逃したことで、Jリーグへの加盟は認められなかった。
1994年、いま一つ調子が上がらない状態が続いていたが、シーズン途中に戸塚哲也、柱谷幸一を獲得するとチームはまとまりだし、10月23日、JFL最終節、NTT関東サッカー部戦にカレッカのゴールで1-0と勝利したことで2位が確定し、Jリーグ昇格を決めた。カレッカはこの年チーム最多の19得点を挙げた。

### 1995年 - 2005年（Jリーグ・J1）
1995年、開幕を前にバウディール、ブラジル代表のミューレルを獲得。代表でもツートップを組んだカレッカとミューレルのコンビは期待されたが、ミューレルは僅か数試合プレーしたのみで退団した。1stステージは最終戦でそれまで10連敗していたホームで勝利をあげたが最下位（14位）。1stステージ終了後のゼ・セルジオを監督から解任し、7月の2ndステージからはアントニーニョが監督に就任。1stステージ優勝の横浜Mに2戦2勝するなど2ndステージは5位（年間成績は12位）。ナビスコ杯では準決勝まで勝ち上がった。
1996年、柏レイソルへクラブ名称を変更。また、ニカノール・デ・カルバーリョが監督に就任。アントニオ・カルロス・ザーゴ、エジウソンを獲得、エジウソンがゴールを量産、両サイドバックが激しく動く攻撃的なサッカーを展開、12連勝を達成するなど、年間5位の成績。Jリーグカップでは準決勝まで進むが、ヴェルディに1-2で惜敗した。シーズン終了後カレッカが退団した。
1997年、二カノール体制2年目。1stステージは，優勝争いに加わり3位であったが、2ndステージは10位に終わった。なお、エジウソンがW杯出場を目指し，2ndシーズン途中に退団。また、シーズン終了後にニカノールが金銭面を巡ってクラブと合意に至らず監督を退任。

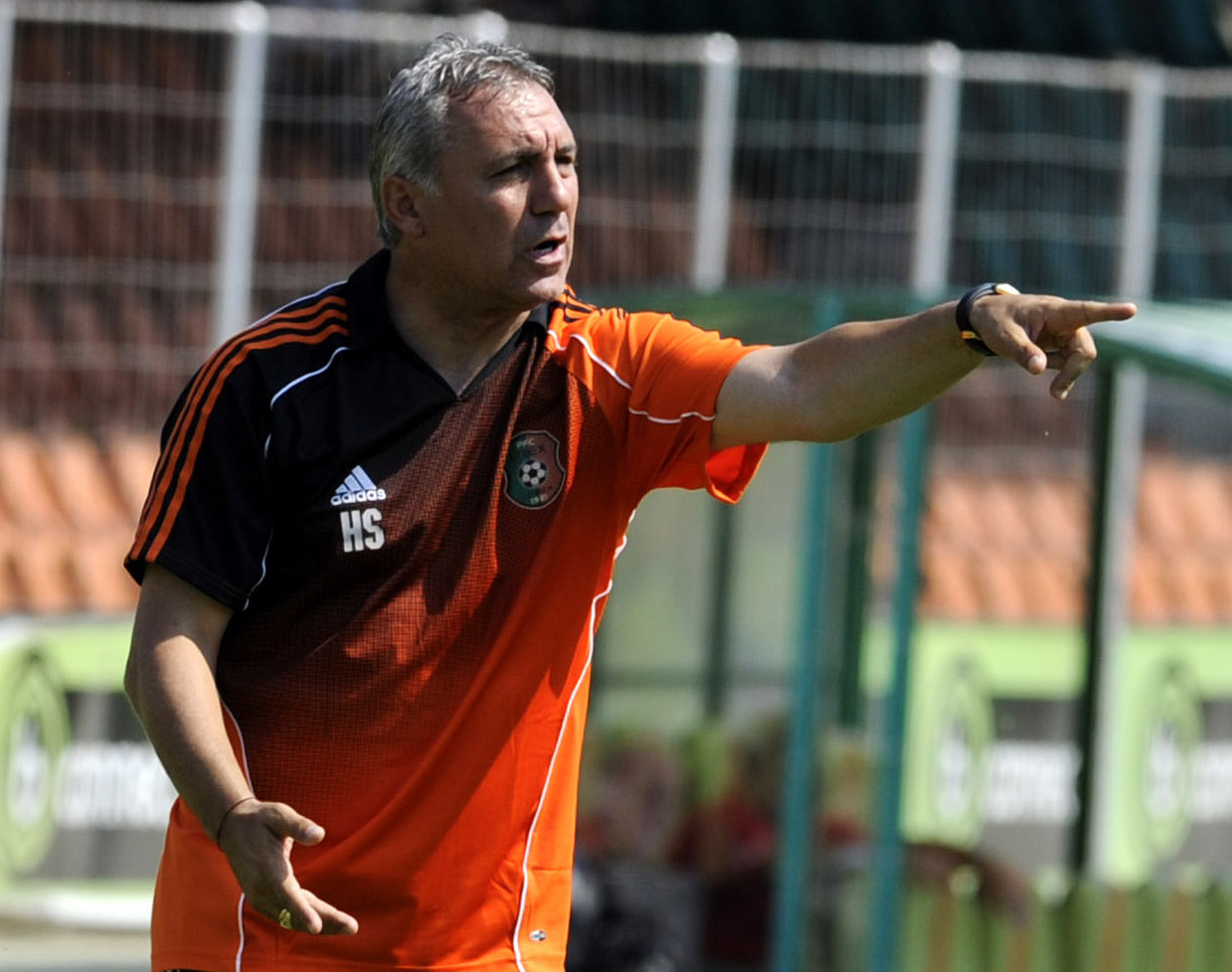
フリスト・ストイチコフ

1998年、監督に西野朗が就任。また、7月にブルガリア代表のフリスト・ストイチコフが加入した。
1999年、西野体制2年目。横浜Fから薩川了洋、平塚から洪明甫を獲得した一方、2ndステージ前にストイチコフが退団した。リーグ戦は年間3位の成績。また、ナビスコカップでは洪を累積警告で欠いたが、鹿島アントラーズを2-2からのPK戦で破り優勝。クラブ初タイトルを獲得した。
2000年、西野体制3年目。1stステージは4位。シーズン途中にサーシャ・ドラクリッチとのトレードで黄善洪を獲得した。2ndステージは終盤まで優勝を争い、最終節の勝った方が優勝という鹿島との直接対決でスコアレスドローとなり優勝を逃す。
年間では最多の勝点を獲得したものの、1st/2ndステージ勝者 が年間1位/2位となるため、総合3位でシーズンを終えた。年間勝ち点1位のチームがチャンピオンシップ出場を逃したのはこれが唯一のケースである。
2001年、柳想鐵を獲得。FW/MF/DFそれぞれに韓国人が所属。ただ大黒柱・洪明甫は長期欠場(シーズン終了後に退団)。黄善洪もコンディションが上がらず優勝争いから脱落。1stステージが6位、2ndステージが7位。なお、7月に西野を解任し、スティーブ・ペリマンが後任の監督に就任した。
2002年、この年は日韓W杯があり、Jリーグは変則日程にて実施。明神智和、黄善洪、柳想鐵がW杯に出場。1stステージは7連敗を喫するなど14位。シーズン途中に黄善洪との契約を解除、8月にペリマンを解任し、マルコ・アウレリオが監督に就任。2ndステージは9位。終始不安定な戦いを続け、最終節に宇野沢祐次とエジウソンのゴールでG大阪戦に勝利し、J1残留を決めた。
2003年、1stステージが9位、2ndステージが11位（年間成績は12位）。助っ人は韓国路線からブラジル路線に転換し、若手の積極起用を図った。2年目の近藤直也、永田充、宇野沢祐次、ルーキーの谷澤達也、矢野貴章らはU-20日本代表に召集された。また、当時23歳の玉田圭司が大ブレイクし、11ゴールを挙げる活躍を見せる。オフは監督の解任ほか、北嶋秀朗・大野敏隆というチームの顔が去った。
2004年、日立製作所サッカー部OBの池谷友良がコーチから監督に昇格。開幕2連勝を飾るも、3節の柏の葉の新潟戦で大逆転負けを喫し、12試合勝ち星から見放された。1stステージは15位の成績。1stステージ終了後に池谷が退任し、早野宏史が後任監督に就任したが、2ndステージも15位。J1年間最下位に終わったが、J1・J2入れ替え戦で福岡に勝利し、特例でJ1に残留した。
2005年、韓国代表のFW崔成国やクレーベルらを獲得（崔は7月31日付でレンタル移籍を終了）。前半戦も2004年の悪い流れを断ち切ることが出来なかった。中盤戦からは、低迷打破のためレイナウドや元ブラジル代表FWフランサを獲得し、元東京Vのラモス瑠偉をコーチに起用するなど大胆な策に出た。
10月15日、アウェーの浦和戦で、2人の退場者を出すなどし、0-7で大敗。11月26日、ホームの東京V戦に5-1と大勝したが、年間16位の成績。
J1・J2入れ替え戦は甲府に、第1戦はアウェーで1-2、第2戦はホームでバレーにダブルハットトリックを決められ2-6と連敗し、Jリーグ ディビジョン2（J2）降格が決まった。シーズンを通して退場者を多く出してしまい、Jリーグ加盟初年度にあたる1995年の12枚に次ぐ9枚の退場者を出す始末だった。また、サポーターと選手・フロントの対立が顕著に出てしまい、オフシーズンは主力が大量に流出した。早野は天皇杯（G大阪戦）を前に監督を辞任し、山形や川崎の元監督の石崎信弘が監督に就任。

### 2006年（J2）
チームスローガン ： 「タフネス」
明神智和がG大阪、波戸康広・土屋征夫が大宮、玉田圭司が名古屋、大野敏隆が東京V、矢野貴章・永田充が新潟へ完全移籍したが、4年ぶりの復帰となった北嶋秀朗を清水から完全移籍で、SEパルメイラスから前年神戸でプレーしていたディエゴを期限付き移籍で獲得した。試合はフランサを軸とし若手選手やディエゴが躍動。J2リーグ戦は横浜FC・神戸と自動昇格枠を争い、2位神戸と勝ち点差1の3位で迎えた最終節・湘南戦に勝利し、神戸が仙台に敗れたため、2位での自動昇格を決め、1年でのJリーグ ディビジョン1（J1）復帰を果たした。なお、84得点は2006年シーズンJ2最多得点であった。
合言葉として「一心同体」が使用されたシーズンであり、特に新加入の岡山一成による『勝利のダンス』など、新たな歴史のスタートを感じさせた。サポーターと選手の距離はこの年を境に大きく近づいた。

### 2007年 - 2009年（J1）

#### 2007年
チームスローガン ： 「挑戦 ～進化しつづけるタフネス」
石崎体制2年目。リカルジーニョ、ディエゴが退団した一方、GK水谷雄一、MFアルセウ、マルシオ・アラウージョ、FW阿部吉朗、DF古賀正紘などが加入。J1復帰1年目の目標を「勝ち点45を取る」と設定した。また、3月末に運営会社の社長が小野寺重之から河西晋二郎に交代した。
リーグ戦は開幕戦で磐田に勝利。その後も苦手にしていたアウェーでも勝ち点を得るようになり、前半戦の台風の目となる。また、中盤戦は、2年前は大敗したアウェーの浦和戦を1-1で乗り切ると、苦戦が予想された8月を3勝2分と無敗で過ごす。特に浦和・横浜FMらとJ1最少失点の座を争い、8月までの23試合中12試合が無失点であった。9月23日の川崎戦で当初の目標の勝ち点45を残り8試合を残して達成したがその後は故障者が相次いだ事もあり、4連敗を含む1勝1分6敗であった。

#### 2008年
チームスローガン ： 「UNIAO ～ウニオン～ 団結・結束」
石崎体制3年目。GK水谷雄一、MF谷澤達也が移籍したものの、GK菅野孝憲、MFアレックス、FWポポなどを獲得。DFの補強は鎌田次郎 のみと攻撃陣の補強が目立った。
リーグ戦は第15節時点で3位につけたが、中盤以降は低迷して、最終成績は11位。天皇杯は、前身の日立製作所時代以来、33年ぶりに決勝へ進出。決勝はG大阪に敗れたが、準優勝の成績を収めた。シーズン終了後に石崎監督を解任。

#### 2009年
チームスローガン ： 「Pra Frente,REYSOL ～共に前に進もう～」
監督に高橋真一郎が、コーチに元日本代表DFの井原正巳、元清水のシジマール・アントニオ・マルチンスが就任。アレックスが千葉へ移籍した一方、2007年に在籍していたアルセウ、ナイジェリア1部からアデバヨを獲得。また、柏レイソルユースから史上最多の5人の選手が入団した。
シーズン開幕後、アルセウがケガのため登録抹消。フランサ、李忠成などが相次いで負傷離脱。大宮から小林慶行、ブラジル1部・クルゼイロECからアンセウモ・ハモン、G大阪からパク・ドンヒョクをレンタル移籍で獲得したが、第17節終了時点でリーグ最多失点の17位と低迷したため、7月15日をもって高橋を監督から解任。東京V、名古屋元監督のネルシーニョが後任監督に就任。守備の立て直しを図り、上位の清水を相手に5-0で勝利するなど、ネルシーニョサッカーの真髄が垣間見えた。ただ、前半戦失速した分が取り返せず、第33節の大宮戦に引き分けて、2006年以来2度目のJ2降格となった。なお、ナビスコ杯はグループリーグ敗退、天皇杯は3回戦で敗退した。

### 2010年（J2）
チームスローガン ： 「Vitoria」
ネルシーニョ体制2年目。ブラジル1部・クルゼイロからレアンドロ・ドミンゲスを獲得した。当時新潟のスターであったマルシオ・リシャルデスをスケールアップさせた選手と称され、期待値が高かった。一方、杉山浩太が期限付き移籍満了で清水へ復帰。また、シーズン途中にフランサが退団、菅沼実、古賀正紘が期限付きで磐田に移籍するなど改革を図った。J2リーグ戦は、開幕から19試合無敗と年間敗戦数「2」のリーグ敗戦数最少記録を樹立。レアンドロ ドミンゲスがゲームメーカーとしてフィットすると、工藤壮人、田中順也、林陵平といった若手FWが大抜擢に応え次々とブレイクした。第33節の岐阜戦で3位以内が確定。第36節の横浜FC戦に勝利してJ2優勝も決めた。天皇杯は4回戦で敗退した。

### 2011年 - 2018年（J1）

#### 2011年
チームスローガン ： 「Vitoria」
ネルシーニョ体制3年目。右SBのレギュラーだった小林祐三が横浜FMへ、古賀、菅沼が磐田へそれぞれ完全移籍した一方、大宮から安英学、京都から増嶋竜也、福岡から中島崇典、清水から兵働昭弘、ブラジル1部・サンパウロFCからジョルジ・ワグネルを獲得。シーズン6位以内を目標に掲げてシーズンに入った。また、3月末に運営会社の社長が河西晋二郎から御手洗尚樹（日立製作所・執行役常務）に交代した。
リーグ戦はU-22日本代表の酒井宏樹、澤昌克、J・ワグネルらの活躍もあり首位戦線で健闘、名古屋、G大阪と優勝を争い、第29節で首位に浮上。第34節（最終節）で浦和を破り、Jリーグ初となるJ1昇格1年目でのJ1初優勝を飾った。また、J1、J2の両ディビジョンで年間優勝のタイトルを受賞した初のチームとなった。ナビスコ杯は初戦敗退、天皇杯は4回戦で敗退した。また、FIFAクラブワールドカップ2011はオークランド・シティFC（ニュージーランド）モンテレイ（メキシコ）に勝利。3位決定戦でアル・サッド（カタール）に敗退したが4位の成績を残した。

#### 2012年
チームスローガン ： 「Vitoria」

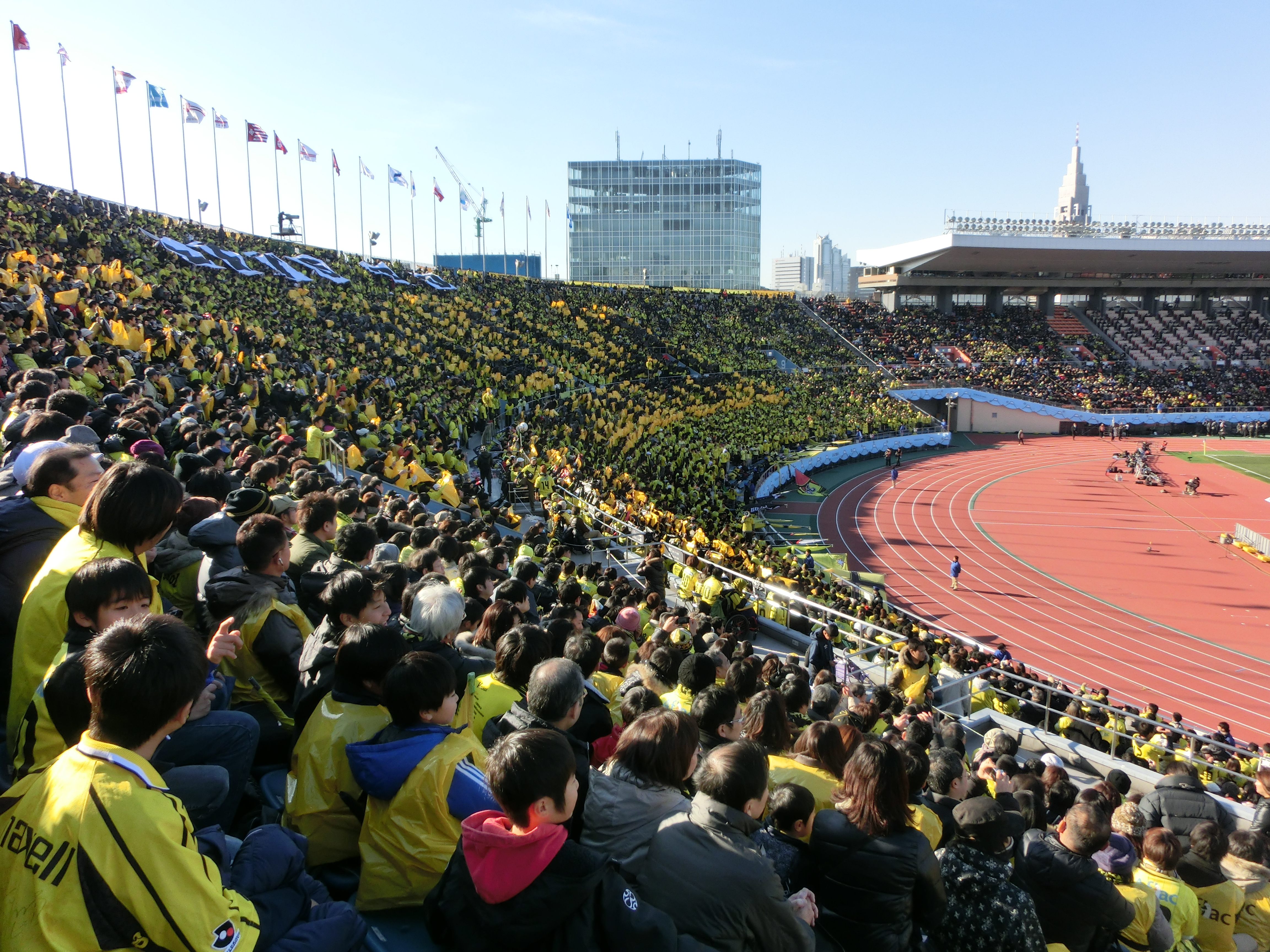
第92回天皇杯全日本サッカー選手権大会決勝戦

ネルシーニョ体制4年目。藏川洋平が熊本に、パク・ドンヒョクが大連実徳足球倶楽部に、仙石廉（岡山）、池元友樹（北九州）がそれぞれレンタル移籍していたにチームに完全移籍、兵働昭弘が千葉に、相馬大士がJFL・FC琉球に、岡山にレンタル移籍していた山崎正登がFC岐阜に、JFL・ブラウブリッツ秋田にレンタル移籍していた比嘉厚平が山形に、岐阜にレンタル移籍していたエフライン・リンタロウが秋田にレンタル移籍、武富孝介の熊本への期限付き移籍期間も延長した。
補強は横浜FMから昨シーズン横浜FCに期限付き移籍していた藤田優人、栃木SCからリカルド・ロボ、磐田から那須大亮、東京Vから昨シーズン北九州にレンタル移籍していた福井諒司を完全移籍で獲得、岐阜にレンタル移籍していた川浪吾郎、栃木SCにレンタル移籍していた渡部博文が復帰、ユースから山中亮輔が昇格した。また、リーグ戦の開幕後に三浦雄也が加入した。
シーズン途中に北嶋秀朗が熊本、リカルド・ロボが千葉、林陵平が山形、中島崇典が横浜FC、三浦雄也が松本へレンタル移籍、酒井宏樹がドイツ1部・ハノーファー96へ完全移籍し、元千葉のネット・バイアーノが加入した。
FUJI XEROX SUPER CUPは、FC東京に勝利して初優勝。リーグ戦は6位の成績。AFCチャンピオンズリーグ2012はラウンド16、ナビスコ杯はベスト4の成績。
第92回天皇杯全日本サッカー選手権大会は、決勝戦でG大阪を下し、日立製作所時代以来37年ぶり3度目の天皇杯優勝を果たした。これにより、Jリーグ7チーム目、オリジナル10以外のチームでは磐田に次いで2チーム目の国内3大タイトル（J/J1・ナビスコ杯・天皇杯）獲得チームとなった。また、2回戦は柏レイソルU-18との「兄弟対決」となった。

#### 2013年
チームスローガン ： 「Vitoria」
ネルシーニョ体制5年目。安英学、三浦雄也、エフライン・リンタロウ、ネット・バイアーノ、GKコーチのシジマールが退団、那須大亮が浦和、水野晃樹が甲府、福井諒司が東京Vに、北嶋秀朗（熊本）、比嘉厚平、林陵平（共に山形）、山崎正登（FC岐阜）、中島崇典（横浜FC）、兵働昭弘（千葉）がレンタル先にそれぞれ完全移籍。ユースから昇格した中川寛斗、クォン・ハンジン、熊本にレンタル移籍中だった武富孝介が湘南、川浪吾郎が徳島、JFL・FC琉球にレンタル移籍中だった相馬大士がJFL・町田にそれぞれレンタル移籍した。
補強面では、アルビレックス新潟から鈴木大輔、横浜FMから谷口博之と狩野健太、山形から柏ユース出身の太田徹郎、韓国1部・釜山アイパークから金昌洙を完全移籍、中国1部・広州恒大足球倶楽部からクレオを期限付き移籍でそれぞれ獲得。ユースからは秋野央樹、木村裕、小林祐介、中村航輔が加入し、レンタル移籍した中川を含めて5人が昇格した。
FUJI XEROX SUPER CUPは広島に敗退した。
8月31日、アウェー鹿島戦終了後、ネルシーニョが辞意を表明するが、9月5日「感情的に熱くなって間違った態度を取った」と撤回、10月17日にはネルシーニョが2014年度も継続して指揮を執ることが発表された。
AFCチャンピオンズリーグ2013では、Jリーグ勢で唯一の決勝トーナメント進出を果たした。決勝ラウンドは準決勝で広州恒大足球倶楽部に2戦合計1-8で敗れた。
リーグ戦は10位の成績。ナビスコカップは決勝で浦和を破り、14年ぶり2回目の優勝を果たした。
天皇杯は4回戦で大分に敗れ、大会2連覇と2014年のACL出場は成らなかった。

#### 2014年
チームスローガン ： 「Vitoria」
ネルシーニョ体制6年目。前年にJFL・町田にレンタル移籍していた相馬大士が引退、ジョルジ・ワグネル、澤昌克が退団、クレオがレンタル移籍満了により退団、前年より湘南にレンタル移籍中だった武富孝介、中川寛斗の移籍期間を延長、山中亮輔が千葉、谷口博之が鳥栖にレンタル移籍、前年よりレンタル移籍中だったクォン・ハンジン（湘南⇒群馬）、川浪吾郎（徳島）がレンタル先に完全移籍となった。
補強面では、湘南から高山薫とハン・グギョン、水戸から柏レイソルU18出身の輪湖直樹、カタール1部・アル・サッドから元G大阪のレアンドロを完全移籍で獲得。U18から中谷進之介が加入した。
シーズン開幕後、5月にチーム内に負傷者が相次いだこともあり、U-18から中山雄太、大島康樹、手塚康平、会津雄生、山本健司の5名を二種登録。8月にブラジル1部・フィゲイレンセFCからドゥドゥ、栃木からエドゥアルドをそれぞれレンタル移籍で獲得。
6月にレアンドロ・ドミンゲスが名古屋、田中順也がポルトガル1部・スポルティングCPに、8月にハン・グギョンがカタール1部・カタールSCにそれぞれ完全移籍した。
天皇杯は、3回戦で千葉との千葉ダービーでPK戦の末敗退。
スルガ銀行チャンピオンシップでは、CAラヌースに2-1で勝利し、4年連続となるタイトルを獲得した。
ナビスコカップは、2002年以来となるグループリーグからの決勝トーナメント進出を果たした。準々決勝は当時6年間リーグ戦負けなしの横浜FMに快勝したものの、準決勝は前年の準々決勝で破っていた広島に2戦合計2-3で敗れ、連覇の夢は潰えた。
ネルシーニョが9月17日に今季限りでの退任を発表した。
J1第28節の鹿島戦から第34節の新潟戦まで7連勝の4位でシーズンを終了した。J1優勝のG大阪が天皇杯も優勝したため、繰上げでAFCチャンピオンズリーグ2015の出場権を獲得した。2011シーズンから続いていた3大主要タイトルの連続優勝こそならなかったものの、ホームの日立柏サッカー場では、リーグ戦17試合中11勝5分1敗という好成績を残した。
井原正巳、アレックス、ピメンテウらコーチ陣3人が契約満了により退任。

#### 2015年
チームスローガン ： 「MORE（モア）」
新監督にダイレクターだった吉田達磨が就任。また、布部陽功（柏コーチ）がヘッドコーチ、杉山弘一（タイ2部・アユタヤFC監督）がコーチ、松原直哉（U-18コーチ）がフィジカルコーチ、松本拓也（アカデミーGKコーチ）がGKコーチ、 渡辺毅（U-12監督）がダイレクターに就任した。同年から全カテゴリー同じコンセプトで、ボールを保持するサッカーを目指す。
橋本和が浦和、高山薫が湘南、谷口博之が鳥栖、渡部博文が仙台に完全移籍。木村裕が長崎、中村航輔が福岡にレンタル移籍。ドゥドゥがレンタル移籍満了で退団した。
補強面では、オランダ2部・VVVフェンローから大津祐樹を完全移籍、甲府からクリスティアーノを期限付き移籍で獲得。湘南にレンタル移籍中だった武富孝介、中川寛斗、千葉にレンタル移籍中だった山中亮輔が復帰。明治大学から三浦龍輝が新加入。U-18から大島康樹、中山雄太が昇格した。
シーズン開幕後、U-18から滝本晴彦、熊川翔、浮田健誠の3名を二種登録。流通経済大学から湯澤聖人を特別強化選手に登録。6月に大宮から今井智基を完全移籍で獲得。7月にレアンドロが神戸に完全移籍。7月にブラジル1部・アトレチコ・パラナエンセからエデルソンを完全移籍で獲得。
AFCチャンピオンズリーグ2015ではプレーオフからのスタートだったが、チョンブリーFC（タイ）を3-2で下して予選を通過した。グループリーグでは日本勢の中では好調な滑り出しをして、第5節の全北現代モータース戦で勝利をおさめて決勝トーナメントに進出を果たした。
しかし、リーグ戦ファーストステージでは、初戦に前年まで監督だったネルシーニョが率いる神戸に勝利したものの、最終的にわずか4勝しか挙げられず、最終順位は14位と低迷。セカンドステージでは序盤巻き返しを見せ上位に食い込むものの、ACL敗退後はわずか2勝。年間10位、セカンドステージ8位でリーグ戦を終えた。
AFCチャンピオンズリーグ決勝トーナメントでは1回戦で水原三星ブルーウィングス（韓国）と対戦。1stレグはレアンドロの2得点をあげる活躍などで3-2で勝利。2ndレグは0-2と追い込まれていたが小林祐介のプロ初得点で、2戦合計4-4となったがアウェーゴールの差で勝利した。準々決勝では広州恒大淘宝足球倶楽部（中国）と対戦。1stレグはホームの日立での戦いだったが3失点を許して敗戦。2ndレグでもクリスティアーノが得点して反撃を見せるが、1-3で落とし2戦合計2-4でACLの敗退が決まった。
天皇杯では、準決勝で浦和に0-1で敗戦、決勝進出はならなかった。
シーズン終了後、吉田が監督を退任した。

#### 2016年
チームスローガン ：「柏から世界へ UNIDOS SOMOS FORTES」
新監督にミルトン・メンデスが就任。工藤壮人がアメリカ1部・バンクーバー・ホワイトキャップス（カナダ）へ、金昌洙が韓国1部・全北現代モータースへ、鈴木大輔がスペイン2部・ジムナスティック・タラゴナへ、近藤直也が千葉へ、狩野健太が川崎へ、菅野孝憲が京都へ、三浦龍輝が長野へ、藤田優人が鳥栖へ移籍。また、期限付き移籍のクリスティアーノが甲府に復帰。長崎へレンタル中の木村裕はレンタル延長となった。
補強面では仙台から鎌田次郎、U-18から手塚康平、流通経済大学から湯澤聖人、甲府から伊東純也、タイ1部・チョンブリーFCからジュリアーノ・ミネイロ、ブラジル1部・AAポンチ・プレッタからディエゴ・オリヴェイラを獲得し、福岡に期限付き移籍をしていた中村航輔が復帰した。また、U-18から安西海斗、滝本晴彦が昇格。田中順也が一年半ぶりにスポルティングCPから期限付き移籍で復帰した。
リーグ開幕後にはメンデスの構想外となっていたエドゥアルドの川崎へ期限付き移籍。サンパウロ州選手権1部・アソシアソン・フェロヴィアリア・ジ・エスポルテスからパトリック、ブラジル1部・クルゼイロECからドゥドゥを期限付き移籍で獲得した（ミルトン・メンデス辞任後、パトリックは構想外となり未登録のまま退団）。
キャプテンを8名に任命する、練習と試合での指示が異なるなどチームは混迷し、ちばきんカップはジェフ千葉に0-3と完敗、リーグ戦開幕後も2連敗を喫した。3月12日のリーグ1stステージ3節・磐田戦後に、ミルトン・メンデスは家族の健康上の理由で辞任を表明した。
後任には、ヘッドコーチの下平隆宏が監督に昇格した。監督交代後は、アカデミー出身の中谷進之介、中山雄太、中村航輔らを中心としたディフェンス陣が貢献し、リーグタイ記録となる5試合連続完封勝利を記録した。1stステージは7位で終了。
5月28日、1997年から2004年まで在籍していた薮崎真哉が代表取締役を務めているジールホールディングスとユニフォームスポンサー契約をした。これによりユニフォームの背中下部には無償提供のセーブ・ザ・チルドレン・ジャパンとユニフォームスポンサーのジールホールディングスの2つのロゴが入ることになった。
6月22日にはクリスティアーノが甲府から完全移籍で再加入をした。7月20日にエデルソンがCRヴァスコ・ダ・ガマへ期限付き移籍、8月5日には大島康樹が富山へ育成型期限付き移籍、9月15日にはジュリアーノ・ミネイロが退団した。
2ndステージでは6節、14節に最高4位をマークするも終盤の失速が響き5位で終了、また年間順位は8位でリーグ戦を終えた。天皇杯は4回戦で湘南に敗れた。

#### 2017年
チームスローガン ：「柏から世界へ」
下平体制2年目。山中亮輔が横浜FM、茨田陽生が大宮、稲田康志が新潟、太田徹郎が鳥栖へ完全移籍。増嶋竜也が仙台、湯澤聖人が京都、秋野央樹が湘南へ期限付き移籍。長崎へレンタル中の木村裕、川崎へレンタル中のエドゥアルドはそのまま完全移籍となった。ポルトガル1部・スポルティングCPからレンタルしていた田中順也は神戸へ完全移籍となった。
補強面ではU-18から古賀太陽がトップチームに昇格。山口から小池龍太、デンマーク1部・ブレンビーIFから尹錫榮、仙台からハモン・ロペスが完全移籍で加入、流通経済大学から橋口拓哉が新加入した。また、富山へレンタルしていた大島康樹が復帰した。2月には中川創、猿田遥己の2名が二種契約として登録された。
ちばぎんカップでは2-0で勝利した。
リーグ開幕後にはドイツ2部・VfBシュトゥットガルトから細貝萌を獲得。また、U-18から宮本駿晃が二種契約として登録された。
前半戦は当初4-4-2の形ながらサイドのクリスティアーノ、伊東も攻撃参加する4トップを使用していたが、4月8日の清水戦までで2勝4敗となり、プランの練り直しを余儀なくされた。4月16日の神戸戦から2トップにクリスティアーノ、中川を置く前線のハードワーク型に変えると6月4日の浦和戦まで8連勝、6月25日の札幌戦まで10戦負け無しを記録。暫定首位に浮上したが、序盤の3連敗や上位陣への敗戦などが響き3位で折り返した。
ルヴァンカップはグループステージ敗退となるも、初戦で活躍した手塚康平がリーグ戦でも主力としてプレーするなどの収穫を獲た。
夏の移籍では韓国1部・全北現代モータースからキム・ボギョンを獲得。今季絶望の重症となったドゥドゥは登録抹消、今季リーグ出場ゼロの安西海斗は山形へ育成型期限付き移籍となった。
後半戦は8月に手塚が今季絶望の重症を負い、セントラルMFは小林や金のローテーションとなった。また、R・ロペスが左MFとして定着するなど先発の入れ替わりの多いシーズンとなった。結果で見ると負けは少ないものの、終盤に守り切れない試合が多く勝ち点を取りこぼした結果、33節の鹿島戦をドローで終え3位C大阪と勝ち点4差となり、最終節を残し4位以下が確定となった。最終節は勝利し最終順位を4位で終えた。
天皇杯では準決勝まで進出。試合前に行われた準決勝第1戦でC大阪が勝利し決勝に進出したため、柏が対横浜FM戦で勝てばその時点で最低でもAFCチャンピオンズリーグ2018（ACL）プレーオフ出場権確定となる状況で、11分にR・ロペスのゴールで先制するも、69分伊藤翔のゴールで追い付かれ延長戦に突入、終了間際の118分にウーゴ・ヴィエイラに決勝点を決められ準決勝敗退となったため、自力でのACL出場権獲得はなくなり、C大阪の天皇杯優勝による繰り上げでのACLプレーオフ進出を待つこととなった。
元日に行われた天皇杯決勝はC大阪が制したため、繰り上げによるACLプレーオフ出場権を手にした。

#### 2018年
チームスローガン ：「柏から世界へ」
下平体制3年目。輪湖直樹が福岡へ、大津祐樹が横浜FMへ、武富孝介が浦和へ完全移籍。橋口拓哉が町田へ、小林祐介が湘南へ、ディエゴ・オリヴェイラがFC東京へ期限付き移籍。湘南にレンタル中の秋野央樹、山形にレンタル中の安西海斗はレンタル延長。京都にレンタル中の湯澤聖人は甲府に完全移籍。仙台にレンタル中の増嶋竜也は千葉にレンタルとなった。
補強面では新潟から小泉慶と山崎亮平、ペルー1部・デポルティーボ・ムニシパルから澤昌克、大宮から江坂任と瀬川祐輔、福岡から亀川諒史、横浜FMから朴正洙を完全移籍で獲得した。
1月24日、三協フロンテアとのスタジアムネーミングライツ及びユニフォームスポンサー契約を締結した（詳細は#ユニフォームと#スタジアム・練習場を参照）。
AFCチャンピオンズリーグ2018ではプレーオフからのスタートだったが、ムアントン・ユナイテッドFC（タイ）を3-0で下して本選出場を果たした。本選では初戦、過去6戦無敗だった全北現代（韓国）にロペス、江坂のゴールで一時は2-0とリードするも2-3で逆転負け。続くホームの天津権健足球倶楽部（中国）戦は1点リードで迎えた終盤にアレシャンドレ・パトにゴールを奪われ1-1と昨年からの課題だった終盤の失点癖 がACLでも露呈してしまう。連勝だけでなく大量得点も奪っておきたい傑志体育会（香港）との2連戦はホームで1-0で勝利も、アウェイはクリスティアーノ、伊東、キム・ボギョンをベンチスタートで温存も、亀川が前半早々に退場した事でゲームプランの立て直しを余儀なくされ終了間際の失点で0-1で敗北を喫した。守護神・中村を負傷で欠いたホームの全北現代戦は0-2で敗北し、チーム史上初めてグループステージ敗退となった。最終節の天津戦は控えメンバー主体で挑むも2-3で敗北。結果1勝1分4敗、6得点10失点で大会を去った。
リーグ前半戦は、前半に先制し後半終盤に失点するゲームを繰り返し、5月12日の川崎戦ロスタイムにJ1初出場の鈴木雄斗にヘディングシュートで逆転負けした事により下平は解任、後任はヘッドコーチの加藤望が昇格した。加藤体制初戦の名古屋戦は勝利を収めたものの守護神中村が脳震盪で負傷退場。ワールドカップのメンバー登録には間に合ったが、その中断明けのFC東京戦でも脳震盪で負傷離脱し、11月3日の川崎戦まで後半戦の試合ほとんどを第2GKの桐畑に任せる事となった。
夏の移籍では中谷進之介が名古屋に完全移籍、尹錫榮が韓国1部・FCソウルに期限付き移籍と前半戦で先発でプレーしたDFを放出。さらに古賀太陽が福岡に期限付き移籍、今井智基が松本に完全移籍とサイドバックの控え選手を放出。また、ハモン・ロペスが契約を解除され、古巣の仙台に戻った。補強面では千葉の高木利弥、ブラジル1部・フルミネンセFCからカタール国籍を持つナタン・ヒベイロ、中国1部・貴州智誠足球倶楽部から昨季スペイン1部ジローナFCでプレーしたケニア人FWオルンガを獲得し、9月にはスペイン2部・ジムナスティック・タラゴナを退団しフリーとなっていた鈴木大輔が2015シーズンぶりの復帰を果たした。
天皇杯では2回戦から出場し、VONDS市原FCに6-0で勝利。続く3回戦では山形とクラブの歴史上未だに勝利のないNDソフトスタジアム山形で対戦。後半に先制を許し、アディショナルタイムのPKでなんとか追い付くもさらに後半ATに勝ち越しゴールを決められ3回戦敗退。苦手とするアウェイ山形にまたも勝てなかった。
ルヴァンカップではACLに出場したため決勝トーナメントからの出場となった。初戦の甲府戦はアウェイの1stleg、ホームの2ndleg共に引き分け、合計3-3のアウェイゴール差で準決勝に進出。準決勝の湘南戦はホームで1-1、アウェイも1-1とドローとなり、延長戦でも1点ずつ入れ合いPK戦に突入。結果PK戦を落とし敗退となった。
加藤体制への移行後もチーム状況は改善せず、下平体制のリーグ14戦5勝2分7敗に対して加藤体制ではリーグ18戦5勝1分12敗と悪化。また4連敗・3連敗を喫するなど、サポーターからも解任の声が高まっていった。第32節終了時点、勝点33、17位の状況で11月10日に加藤を監督から解任し、後任にコーチ兼アカデミーヘッドオブコーチの岩瀬健が監督に就任した。岩瀬体制初戦の第33節・C大阪戦は勝点37で並ぶ湘南・鳥栖・名古屋の結果によって自動降格が決定する状況のなか、3-0で4試合振りの勝利を収めるも、同節で湘南・鳥栖・名古屋が揃って勝利したためシーズン17位が確定、2010年以来9シーズン振りのJ2降格が決定した。
今季初の連勝を狙った最終節G大阪戦は4-2で勝利し、最終節にして初の連勝となった。最終成績は12勝3分19敗の勝点39、得失点差-7の17位、2012年J1のG大阪を超え、17位チームとしての過去最高勝点、かつ同年16位の神戸の勝点39得失点差-9を上回り、J2自動降格チームの最高成績記録を更新した。攻撃面では、総得点こそ47で前年度に比べ2点減っただけにとどまったが、先述のGK中村の負傷による長期離脱や中谷の放出が致命傷となり、前年度はリーグ3位の33失点だった守備が崩壊、リーグワースト4位タイで前年より1.5倍強の54失点を喫した。
また、今シーズンをもって栗澤僚一が現役引退を表明した。

### 2019年（J2）
チームスローガン ： 「Vitoria」
新監督として、ネルシーニョが2014年以来5年振りに就任。福岡監督を退任した井原正巳がヘッドコーチに復帰、現役引退した栗澤はコーチに就任した。
冬の移籍では細貝萌がタイ1部・ブリーラム・ユナイテッドFCへ、鈴木大輔が浦和へ、亀川諒史が長崎へ、中山雄太がオランダ1部・PECズウォレへ完全移籍。中川寛斗が湘南へ、キム・ボギョンが韓国1部・蔚山現代FCへ、伊東純也がベルギー1部・KRCヘンクへ期限付き移籍。ナタン・ヒベイロが期限付き移籍期間満了、澤昌克が契約満了につき退団。山形に育成型期限付き移籍していた安西海斗がポルトガル・SCブラガに完全移籍。千葉に期限付き移籍していた増嶋竜也がレンタル延長。町田に期限付き移籍していた橋口拓哉がテゲバジャーロ宮崎に、FCソウルに期限付き移籍していた尹錫榮が韓国1部・江原FCに期限付き移籍。FC東京に期限付き移籍していたディエゴ・オリヴェイラと湘南に期限付き移籍していた秋野央樹がそのまま完全移籍となった。また、2種登録の小久保玲央ブライアンがポルトガル1部・SLベンフィカへ移籍した。
獲得面では湘南に期限付き移籍していた小林祐介、福岡に期限付き移籍していた古賀太陽が復帰。神戸から高橋峻希、浦和から菊池大介、長崎から田上大地、京都から染谷悠太、清水から村田和哉、ブラジル1部・セアラーSCからヒシャルジソンを完全移籍で獲得。2019年加入内定の上島拓巳が加入。ブラジル1部・CRフラメンゴからガブリエル・サンタナを期限付き移籍で獲得した。また、U-18から杉井颯と山田雄士が昇格した。
シーズン前半戦は開幕から4連勝を飾るも全て1点差というギリギリの試合となり、18節の福岡戦までで複数得点は3試合のみと得点力に課題が残る結果となった。しかし、フォーメーションを変えた19節の千葉ダービーを2-0で勝利すると、アウェイ山形に初勝利する等その後2連勝。10勝7分4敗の3位で前半を折り返した。
ルヴァンカップでは初戦こそ勝利するも残り5試合勝ち無しの最下位でグループステージ敗退となった。
天皇杯は2回戦から出場。初戦のいわてグルージャ盛岡に4-0で勝利。続く鳥栖戦はスコアレスで延長戦に入り、延長前半にフェルナンド・トーレスの現役ラストゴールを決められ、2年連続の3回戦敗退。
夏の移籍では朴正洙が鳥栖、村田和哉が福岡、猿田遥己が鹿児島へ期限付き移籍。中川創が相模原へ育成型期限付き移籍。小泉慶が鹿島、高木利弥が松本、小池龍太がベルギー2部・スポルティング・ロケレンへ完全移籍。獲得面ではフォルタレーザECからジュニオール・サントス、C大阪から山下達也が完全移籍。ブラジル1部・CRフラメンゴからマテウス・サヴィオ、神戸から三原雅俊、新潟から川口尚紀を期限付き移籍で獲得した。
シーズン後半戦は折り返しからの連勝を継続し、25節岡山戦の勝利で今季初の首位浮上、また29節岐阜戦で11連勝を飾り、クラブのJ2連勝記録を更新した（30節新潟戦で連勝はストップ）。連勝ストップ後は首位独走のアドバンテージを利用し、小池退団後固定できなかった右サイドバックに瀬川を起用する等の実験的采配や山形・横浜FC・水戸・大宮と上位戦に敗北する等で勝ち点を落とし2位との勝ち点差は徐々に縮まっていったが、それでも首位を明け渡さず41節町田戦にて3-0で勝利した事で、最終節を残しJ2優勝とJ1昇格を決めた。また、最終節京都戦では13-1という記録的勝利。チームとしてJリーグとしてのJリーグ1試合の最多得点記録が更新された。この試合でオルンガが挙げた8得点は、Jリーグの公式戦1試合における個人最多得点新記録となった。

### 2020年 -（J1）

#### 2020年
チームスローガン ： 「Vitoria」
ネルシーニョ体制2年目。スタッフ人事では2018年にJ1残り2節を監督として指揮したアカデミーヘッドオブコーチの岩瀬健が大分のヘッドコーチ就任の為退団した。
冬の移籍では上島拓巳と菊池大介が福岡へ、田中陸が山口へ、手塚康平が横浜FCへ、杉井颯が金沢へ、宮本駿晃が山形へ、田上大地が新潟へ期限付き移籍。ガブリエルはレンタルバックとなった。レンタル組では橋口拓哉（テゲバジャーロ宮崎）が岐阜、中川創（相模原）が磐田へ完全移籍。猿田遥己（鹿児島）がG大阪、村田和哉（福岡）が山口へ期限付き移籍。増嶋竜也（千葉）と中川寛斗（湘南）がレンタル先へ完全移籍。パク・ジョンス（鳥栖）はレンタル延長。また、キム・ボギョン（蔚山現代FC）は韓国1部・全北現代モータースへ完全移籍、ユン・ソギョン（江原FC）は韓国1部・釜山アイパークへ期限付き移籍となった。
獲得面では磐田から大南拓磨、鳥栖から高橋祐治と三丸拡、新潟から戸嶋祥郎、湘南（愛媛に期限付き移籍）から神谷優太、岡山から仲間隼斗、G大阪(長崎に期限付き移籍）から呉屋大翔、横浜FCから北爪健吾、韓国1部・蔚山現代からキム・スンギュを完全移籍で獲得。マテウス・サヴィオ、三原雅俊、川口尚紀のレンタル組を完全移籍で買い取り。東洋大学から松本健太、U-18から細谷真大、鵜木郁哉、井出敬大が昇格。
シーズン開幕後には昇格した井出が4月に登録抹消され、6月に栃木へ移籍、7月には松本が大宮へ育成型期限付き移籍、8月にはジュニオール・サントスが横浜FMへ期限付き移籍した。また、ベルギー1部・KRCヘンクへ期限付き移籍していた伊東純也がヘンクに買い取られた。
シーズン序盤は開幕戦の札幌戦に4-2で勝利し、新型コロナウイルスによる中断期間に入る。中断期間中は他チームとの練習試合を行わない、クリスティアーノが負傷離脱する等の出来事があった中、再開後初戦の第2節FC東京戦へ。しかし、開幕戦2ゴールのオルンガが沈黙、ヒシャルジソンがイエロー2枚で退場等、チーム全体として不調に陥り、結局再開後3連敗を喫する。しかし、有観客試合となった第5節の湘南戦では怪我から復帰した中村をはじめ古賀以外の守備陣を一新。攻撃陣も新加入選手の活躍や復活したオルンガの2ゴール等で3-2と勝利すると、続く浦和戦では今季初のクリーンシートで4-0の勝利を収めた。
シーズン通じて上位～中位を行き来しており、シーズン終盤まで来季ACL出場の可能性も残されていたが、コロナウイルス感染影響で12月9日に延期となった第27節大分戦を引き分けた事でACL出場権の可能性が消滅した。
ルヴァンカップではグループリーグ3戦全勝、準々決勝も勝利し、準決勝の横浜FM戦では直前のリーグ戦で1-3と敗れるもカップ戦で1-0とリベンジ達成し、決勝に進出した。しかし、決勝直前の11月2日に選手1名に新型コロナウイルスの陽性反応、さらに翌3日にはネルシーニョを含むチームスタッフ2名、その後も4日に選手2名とスタッフ8名が陽性反応を受け、クラブとリーグの協議の結果、11月7日の決勝を延期する事を発表。代替試合は2021年1月4日となる
決勝戦では前半にレアンドロに先制されるも終了間際に瀬川がコーナーキックから同点に持ち込む。が、後半途中に投入されたアダイウトンに決勝点を決められ敗戦。オルンガ、江坂を始めとする攻撃陣は徹底的に対策を取られ沈黙し、守備面では相手ブラジル人選手に好きなようにされるなど試合内容では圧倒される結果となった。
Jリーグアウォーズではオルンガが28ゴールで得点王に輝いたのに加え、ブラジル人以外の外国人選手からは1995年の当時ユーゴスラビア（今のセルビア）人であるドラガン・ストイコビッチ以来2人目となる最優秀選手賞にも輝いた。得点王の選手が最優秀選手賞を同時に受賞したのは史上8人目で2003年に受賞したエメルソンの浦和は年間で6位だったが、チームはJ1を7位で終えている為史上最も年間順位の低いチームからのMVP受賞となった。

#### 2021年
チームスローガン ： 「Vitoria」
ネルシーニョ体制3年目。スタッフ人事では2012年から2015年まで柏に在籍した藤田優人がU-18コーチに就任した。
冬の移籍では小林祐介が千葉へ、オルンガがカタール1部・アル・ドゥハイルSCへ、中村航輔がポルトガル1部・ポルティモネンセSCへ、山崎亮平が長崎へ完全移籍。鎌田次郎が相模原へ期限付き移籍。桐畑和繁は一度契約満了になるも再契約し岐阜に期限付き移籍した。レンタル組ではパク・ジョンス（鳥栖）が韓国1部・城南FCへ、ジュニオール・サントス（横浜FM）が広島へ、ユン・ソギョン（釜山アイパーク）は韓国1部・江原FCへ完全移籍。菊池大介（福岡）が栃木へ、杉井颯（金沢）が鳥取へ、猿田遥己（G大阪）が横浜FCへ期限付き移籍。田上大地（新潟）が移籍期間延長。田中陸（山口）と手塚康平（横浜FC）がレンタル先へ完全移籍。宮本駿晃（山形）は退団。村田和哉（山口）は現役を引退した。
獲得面では仙台から椎橋慧也、大宮からイッペイ・シノヅカ、ブラジル1部・フルミネンセFCよりドッジ、ブラジル1部・レッドブル・ブラガンチーノよりアンジェロッティが完全移籍加入。松本健太（大宮）、上島拓巳（福岡）が復帰。佐々木雅士と大嶽拓馬がU-18から昇格した。

開幕後にはSEパルメイラスよりエメルソン・サントス、ボタフォゴFRよりペドロ・ハウルが加入。
オルンガ頼みの昨季から戦術を変えなかった事でシーズン序盤から低調な試合が続き、開幕戦で敗れた後第二節湘南戦では勝利を挙げたが、そこから4連敗。しかし4月には残留争いのライバル相手に3連勝する等復活の兆しが見えかけたがそこから6月27日の20節湘南戦まで勝ちが無くなり、降格圏内にまで順位が落ちる事になった。シーズン折り返しの19節時点での成績は4勝2分13敗と、降格した2018年加藤体制時より悪化している状況であった。
ルヴァンカップではグループリーグ1勝3分2敗で敗退。

天皇杯は2回戦から出場。初戦の栃木シティFCに3-0で勝利するが、次戦の京都戦では1-2の逆転負けで敗退となった。
シーズン途中には大谷不在時キャプテンを務めた司令塔の江坂任が6月に浦和へ完全移籍。7月には呉屋大翔が大分へ完全移籍で退団、浦和より武藤雄樹が完全移籍で加入した。

9月には今季加入のペドロ・ハウルがメキシコ1部・FCフアレスへ期限付き移籍した。
シーズン後半は復調を見せ、35節C大阪戦時点で後半戦8勝2分6敗となり、3試合を残して降格圏との勝ち点差が10になった為J1残留が確定した。

最終成績は12勝5分21敗の勝点41で15位。負数は降格した4チームと同じ20を超えるワースト3タイ、得失点差も降格4チームに次ぐワースト5の-19点と今季のJ1でも最低クラスの戦績となった。

#### 2022年
チームスローガン ： 「Vitoria」
2021年12月4日のホーム最終戦セレモニーにて監督続投が発表され、ネルシーニョ体制4年目。1992年に運営会社となる株式会社日立スポーツを設立し30年目の節目を迎える。
冬の移籍ではヒシャルジソンがブラジル1部・セアラーSCへ、仲間隼斗が鹿島へ、神谷優太が清水へ、クリスティアーノと高橋峻希が長崎へ、瀬川祐輔が湘南へ、山下達也がC大阪へ完全移籍。滝本晴彦が今治、イッペイ・シノヅカが新潟へ期限付き移籍。レンタル組では杉井颯（鳥取）が長野へ、菊池大介(栃木)が岐阜へ完全移籍。桐畑和繁(岐阜)がレンタル延長。田上大地(新潟)と鎌田次郎(相模原)がそのままレンタル先へ完全移籍。ペドロ・ハウル(FCフアレス)がブラジル・ゴイアスECへ期限付き移籍。
獲得面では熊本から岩下航、清水から中村慶太、神戸からドウグラス、鳥栖から小屋松知哉が完全移籍加入。猿田遥己（横浜FC）が復帰。U-18から升掛友護、田中隼人、真家英嵩が昇格。筑波大学より森海渡と加藤匠人、日本体育大学柏高等学校より土屋巧が加入。
昨年の低調ぶりから多くの記者や解説者が下位や降格を予想する中始まったリーグ前半戦は、そういった予想を覆す戦いを見せ、4月5日のセレッソ戦で5勝1分1敗で暫定首位に立つ絶好調ぶりを見せる。その後3連敗やホームで中々勝てない等調子を落とす時期もあったが、リーグの半分を終えて首位と勝ち点4差の4位で折り返した。なお、4～5月に着用した限定ユニフォームでの戦績は2勝1分3敗。
ルヴァンカップは2勝2分2敗で札幌との直接対戦成績により3位でグループステージ敗退。
天皇杯は2回戦から出場。初戦の筑波大学に1-0で勝利し、3回戦の徳島戦でも2-1で逆転勝ちをして5年ぶりのベスト16入りしたが、続く4回戦の神戸戦では1-2と敗戦し、ベスト8入りとはならなかった。
夏の移籍ではキム・スンギュがサウジアラビア・アル・シャバブ・リヤドへ完全移籍。エメルソン・サントスがアトレチコ・ゴイアニエンセへ期限付き移籍。鵜木郁哉が水戸へ育成型期限付き移籍。また鳥栖より守田達弥が期限付きで加入した。
リーグ後半戦は調子を落とし、8月6日のアウェイ京都戦を最後にシーズン終了までの10戦を未勝利となり、ACL権争いから大きく後退。勝点47の7位でフィニッシュとなった。

また、今季限りで大谷秀和と染谷悠太が現役を引退した。

#### 2023年
チームスローガン ： 「Vitoria」
ネルシーニョ体制5年目。スタッフ人事では昨季引退した大谷秀和と染谷悠太がそれぞれトップチームコーチ、U-18コーチに就任した。
冬の移籍では北爪健吾と高橋祐治が清水へ、大南拓磨が川崎へ、上島拓巳が横浜FMへ、ドッジがサントスFC(ブラジル)へ完全移籍。森海渡が徳島へ、大嶽拓馬が愛媛へ、山田雄士が栃木へ、アンジェロッティが大宮へ期限付き移籍。レンタル組では桐畑和繁(岐阜)が引退。ペドロ・ハウル(ブラジル・ゴイアスEC)がCRヴァスコ・ダ・ガマへ完全移籍。滝本晴彦(今治)がレンタル先へ完全移籍。イッペイ・シノヅカ(新潟)が契約解除。
獲得面では札幌から高嶺朋樹、山形から山田康太、清水から片山瑛一と立田悠悟、鳥栖からジエゴ、名古屋から仙頭啓矢、ヴィボーFF(デンマーク)からジェイ＝ロイ・フロートを完全移籍で獲得。期限付き移籍で加入していた守田達弥が完全移籍に移行。U-18からは山本桜大とモハマド・ファルザン佐名が昇格。東京国際大学から落合陸、流通経済大学から熊澤和希、日本体育大学柏高等学校からオウイエ・ウイリアムが加入。
シーズン序盤はポゼッションサッカーへ切り替え、4-3-3の布陣にトライ。ちばぎんカップでは守備陣のミスが相次ぎ敗れると、リーグ開幕後は昨季からの不調を引きずるような形で1節2節と引き分け。早々に21－22年の戦術に再度切り替えるも、リーグ戦12戦連続未勝利でクラブワーストタイに並ぶ。第3節福岡戦に敗北した事で13戦連続未勝利となりクラブ単独ワースト記録となった。また、ルヴァンカップ第3節新潟戦で敗北した事により、リーグ・カップ含めた公式戦19戦連続未勝利でこちらもクラブワーストとなった。

4月9日の第7節鹿島戦にて今季初勝利を挙げ、リーグ戦連続未勝利は16、公式戦は19で止まった。
瀧川龍一郎社長の任期満了に伴い、4月1日付けで山崎和伸に交代。4月7日に前年鹿島を退団し無所属となっていたブエノが加入。

5月13日の第13節横浜FC戦に敗北後、サポーターは居残り抗議を行い布部GMとの話し合いに発展。コールリーダーを中心に終始冷静な話し合いが進められ、最後はエールの拍手で締め括ったが、その4日後の5月17日、チームはネルシーニョ退任を発表。後任はヘッドコーチの井原正巳。

井原体制となってからも1勝が遠く、第16節札幌戦では5-4、第17節横浜FM戦では4-3と撃ち合いに敗北。2勝6分9敗・勝点12の最下位でシーズンを折り返した。
夏の移籍では中村慶太が長崎へ完全移籍。升掛友護が愛媛へ育成型期限付き移籍。大嶽拓馬(愛媛レンタル)がヴェルスパ大分へ育成型期限付き移籍。

また、浦和から犬飼智也が期限付き移籍で加入。山田雄士(栃木レンタル)が復帰。
天皇杯は2回戦で山梨学院大学PEGASUS（山梨県代表）、3回戦で徳島、4回戦で札幌、準々決勝で名古屋を下し、準決勝ではJ2勢で唯一準決勝まで勝ち進んだ熊本に4-0で勝利。2012シーズンの第92回大会以来11大会ぶりの決勝進出を決めた。

決勝戦では19本のシュートを放ちながら無得点に終わり、0-0でPK戦に突入。10人目まで続き、GK対決となった松本のPKをチョン・ソンリョンが止めた事で試合終了、準優勝となった。
ルヴァンカップはグループステージを1勝に終わり最下位で敗退。
シーズン後半戦も天皇杯こそ勝ち進むもののリーグ戦は10試合未勝利が続き、迎えた第22節は奇しくも1年前と全く同じ8月6日のアウェイ京都戦。細谷のゴールで1-0で勝利し井原体制初勝利となった。なお、昨年の京都戦から今年の京都戦までの1年でリーグ戦は2勝しか挙げていなかった。その後は新加入の犬飼を中心に守備が安定。京都戦以降は主に引き分けで勝ち点1を重ね、最終節を前に最下位横浜FCとの勝ち点差は3となり、最終節で敗北しても12差ある得失点差を横浜FCが上回らない限りは残留という状況になった。
最終節名古屋戦は1-1で引き分け、横浜FCが敗北したため、勝点差は4となり、6勝15分13敗・勝点33の17位でJ1残留が決定した（通常のレギュレーションであれば自動降格の順位）。なお、6勝は今季J1ワースト、15分は今季J1最多となる。

#### 2024年
チームスローガン ： 「No REYSOL, No LIFE」
井原体制2年目。スタッフ人事では栗澤僚一(コーチ)がヘッドコーチへ、染谷悠太(U-18コーチ)がトップチームコーチへ昇格。
冬の移籍では椎橋慧也が名古屋へ、山田康太がG大阪へ、仙頭啓矢が町田へ、三原雅俊がSHIBUYA CITY FCへ完全移籍。落合陸が水戸へ、岩下航が熊本へ、加藤匠人が福島へ期限付き移籍。田中隼人が長崎へ育成型期限付き移籍。ブエノが契約満了。ドウグラスが現役引退。レンタル組では森海渡(徳島)が横浜FCへ、大嶽拓馬(ヴェルスパ大分)がEDO ALL UNITEDへ、アンジェロッティ(大宮)が今治へ、エメルソン・サントス(アトレチコ・ゴイアニエンセ)がAAインテルナシオナル・リメイラへ完全移籍。2種登録選手のハーパー・タイガ・オリバー(U-18)がウェスタン・シドニー・ワンダラーズFCへ移籍。
獲得面では木下康介(京都)、野田裕喜(山形)、島村拓弥(熊本)、白井永地(徳島)が完全移籍で加入。期限付き移籍で加入していた犬飼智也が完全移籍に移行。鵜木郁哉(水戸レンタル)、升掛友護(愛媛レンタル)が復帰。特別指定選手の関根大輝(拓殖大学・2025年加入内定)が1年前倒しで加入。
ルヴァンカップは2回戦群馬、3回戦福岡に勝利するもプレーオフラウンドで名古屋に2戦合計2-1で敗退。
天皇杯は2回戦の岩手、3回戦の筑波大学に勝利し3年連続のR16(4回戦)に進出するも4回戦の神戸戦に敗れ敗退。
リーグ前半戦は開幕戦の京都戦を引き分けると、2節では好相性の前回王者神戸相手に勝利、続く磐田に勝利し連勝と好スタートを切り、サヴィオを軸とした堅守速攻の井原サッカーの神髄が垣間見えた。また(シーズン通して)ゴール期待値だけは常に上位にいたが、複数得点を取る事が出来ず12節の鹿島戦までリーグでは1点もしくは無得点が続いた。また、エースである細谷真大の不調 も重なり、攻撃は出来るが点が取れない状況に陥ってしまう。結果、得点力不足に泣き得点数はリーグワースト3位の18点、リーグ前半戦は5勝7分7敗・勝点22の13位で折り返した。
夏の移籍では高嶺朋樹がベルギー・KVコルトレイクへ、武藤雄樹が相模原へ完全移籍。山本桜大が栃木へ、真家英嵩が琉球へ育成型期限付き移籍。

獲得面では鹿島から垣田裕暉、鳥栖から手塚康平が完全移籍で加入した。
リーグ後半戦も中々勝ち星を挙げられず、第34節町田戦から第37節神戸戦までの5試合 連続でアディショナルタイムに失点する珍記録も生まれてしまう。最終節を前に新潟を抜き16位となり、18位磐田との勝ち点差は3となり、最終節で敗北しても磐田が勝利した上で7差ある得失点差を上回らない限りは残留という状況になった。また、最終節直前の12月4日、監督の井原が今季限りで退任する事を発表した。
最終節札幌戦は1-0で敗北したものの磐田が鳥栖に敗北したため、9勝14分15敗・勝点41の17位でJ1残留が決定した。なお、9勝は降格した札幌と同じ今季J1ワーストタイ、14分は今季J1最多タイであり、昨季と似たような成績でシーズンを終えた。

#### 2025年
チームスローガン ： 「FEEL THE ENERGY」
徳島、浦和を率いたリカルド・ロドリゲスが新監督に就任。
冬の移籍では立田悠悟が岡山へ、マテウス・サヴィオが浦和へ、守田達弥が町田へ、関根大輝がスタッド・ランス（フランス）へ、升掛友護がグレミオ・マリンガ（ブラジル）へ、フロートがオーデンセBK（デンマーク）へ完全移籍。鵜木郁哉がいわきへ、土屋巧が甲府へ、川口尚紀が磐田へ期限付き移籍。山本桜大が山口へ、佐々木雅士が岡山へ、オウイエ・ウイリアムが岐阜へ育成型期限付き移籍。U-18から昇格したワッド・モハメッド・サディキが琉球へ期限付き移籍、2種登録選手だった栗栖汰志は藤枝へ加入。期限付き移籍組では加藤匠人(福島)が宮崎へ、落合陸(水戸)が新潟へ完全移籍。岩下航(熊本)が期限付き移籍先へ完全移籍。真家英嵩(琉球)が期限付き移籍延長。
獲得面では仲間隼斗(鹿島)、小島亨介(新潟)、久保藤次郎(名古屋・鳥栖へ期限付き移籍)、原田亘(鳥栖)、渡井理己(徳島)、小泉佳穂(浦和)、杉岡大暉(湘南・町田へ期限付き移籍)、坂田大樹(福岡)、原川力(FC東京)、成瀬竣平(名古屋・長崎へ期限付き移籍)が完全移籍で加入。レンタル組では田中隼人(長崎)が復帰。桒田大誠(中京大学)、中川敦瑛(法政大学)、中島舜(流通経済大学)、古澤ナベル慈宇(東京国際大学)が加入。
4月25日、柏レイソルU-18所属の長南開史とプロ契約を締結した。長南は今年U-18に上がったばかりの高校1年生の16歳で、この時点ではクラブ史上最年少でのプロ契約となった。長南はU-18チームに所属したままトップチームに出場可能となる2種登録選手となった。
リカルド監督が徳島・浦和時代に指導した選手が多く、戦術が即座に浸透。24年シーズンと大きくスタメンが変わったものの、新加入選手の多くがチームをけん引。開幕前のちばぎんカップでは千葉を相手に3-0で圧勝。リーグ前半戦も好調を維持し、勝ち数は9、引き分けこそ7と多いものの負け数は首位鹿島より少ないリーグ最少タイの3敗、暫定4位でシーズンを折り返した。
FIFAクラブワールドカップ2025開催に伴う6月の特別登録期間で木下康介が広島へ完全移籍。岡山へ育成型期限付き移籍中の佐々木雅士がいわきへ育成型期限付き移籍。札幌から馬場晴也、新潟から小見洋太を獲得。また、川崎から瀬川祐輔が4シーズンぶりに復帰した。

夏季の移籍ではモハマド・ファルザン佐名が群馬へ、島村拓弥が新潟へ期限付き移籍。白井永地が新潟へ完全移籍。山形から小西雄大を完全移籍で獲得。
天皇杯は2回戦の東洋大学戦で、来季の柏加入が内定している山之内佑成に得点されるなど、延長戦の末2-0で敗れ初戦敗退。

## ダービーマッチ

### 千葉ダービー
ジェフユナイテッド市原・千葉との対戦。

### ちばぎんカップ
1995年から開始された、シーズン開幕前に行われるジェフユナイテッド市原・千葉とのプレシーズンマッチ。

## タイトル

### 国内タイトル
- J1リーグ：1回
  - 2011
- J2リーグ：2回
  - 2010, 2019
- Jリーグカップ：2回
  - 1999, 2013
- 天皇杯 JFA 全日本サッカー選手権大会：1回
  - 2012
- スーパーカップ：1回
  - 2012

### 国際タイトル
- Jリーグカップ/コパ・スダメリカーナ王者決定戦：1回
  - 2014

### その他受賞
- J1フェアプレー賞：1回
  - 2018
- Jリーグ 最優秀育成クラブ賞：1回
  - 2021

### 個人別
- J1リーグ
  - 得点王
    - 2020年 オルンガ

  - 最優秀選手賞
    - 2011年 レアンドロ・ドミンゲス
    - 2020年 オルンガ

  - ベストイレブン
    - 2000年 洪明甫、明神智和
    - 2011年 近藤直也、酒井宏樹、ジョルジ・ワグネル、レアンドロ・ドミンゲス
    - 2012年 レアンドロ・ドミンゲス
    - 2017年 中村航輔
    - 2020年 オルンガ
    - 2024年 マテウス・サヴィオ

  - ベストヤングプレーヤー賞
    - 2011年 酒井宏樹
    - 2017年 中山雄太
    - 2022年 細谷真大

  - フェアプレー個人賞
    - 2001年 南雄太
    - 2014年 工藤壮人

  - タグ・ホイヤーヤングガンアワード
    - 2017年 中村航輔、中山雄太

  - 月間MVP
    - 2017年5月度 - 中村航輔
    - 2020年8月度 - オルンガ
    - 2025年6月度 - 久保藤次郎

  - 月間ベストゴール
    - 2022年5月度 - マテウス・サヴィオ
    - 2024年5月度 - 犬飼智也

  - 月間ベストセーブ
    - 2025年2･3月度 - 小島亨介

  - 月間優秀監督賞
    - 2025年6月度 - リカルド・ロドリゲス
- 最優秀監督賞
  - 1996年 ニカノール
  - 2000年 西野朗
  - 2011年 ネルシーニョ
- Jリーグカップ
  - 最優秀選手賞
    - 1999年 渡辺毅
    - 2013年 工藤壮人
- J2リーグ
  - 月間MVP
    - 2019年7月度 - クリスティアーノ
    - 2019年8月度 - オルンガ

  - 月間ベストゴール
    - 2019年8月度 - クリスティアーノ

  - 月間優秀監督賞
    - 2019年8月度 - ネルシーニョ
- 内閣総理大臣杯日本プロスポーツ大賞
  - 日本プロスポーツ新人賞
    - 2017年 中山雄太

## スタジアム・練習場

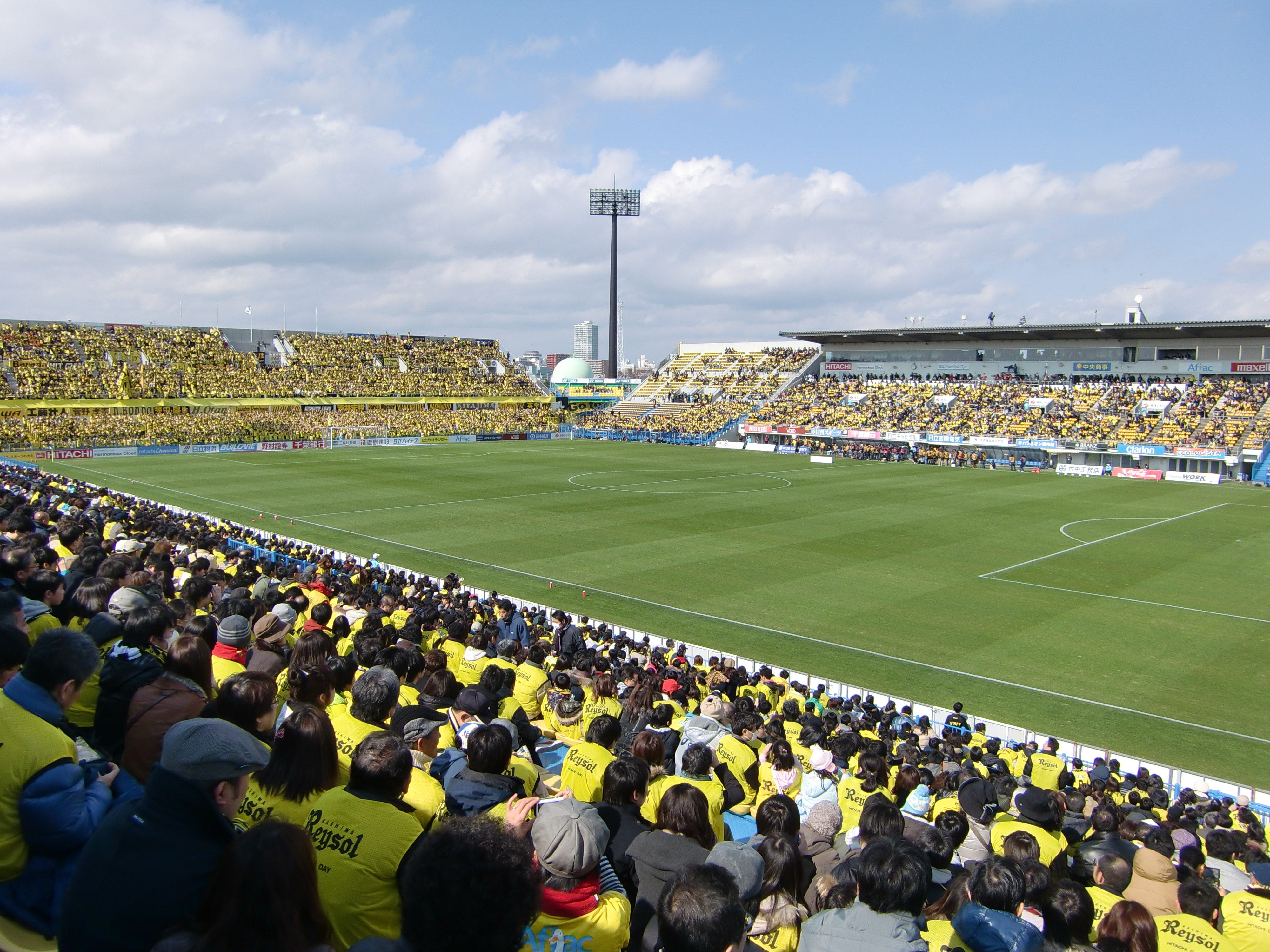
日立柏サッカー場（2012年・柏熱地帯<ゴール裏レイソル応援席>増築後）

- ホームスタジアムは日立柏サッカー場である。2018年から三協フロンテアとのネーミングライツ契約を締結し、「三協フロンテア柏スタジアム」となった[27]。なお、過去の開催スタジアムは下表を参照のこと。
- 練習場は日立柏サッカー場と同じ敷地内で隣接する日立柏総合グラウンドである[1]。過去は柏市内のあけぼの山農業公園芝生広場も使用していた。
- ユースチームの練習場も敷地内にあり、「ゼロワットパワーフィールド柏」にて公式戦も行われる。このように同一敷地内に「スタジアム」「トップチーム練習場」「ユースチームの施設」が存在するのは、Jリーグでは極めて珍しい。

### 本拠地問題

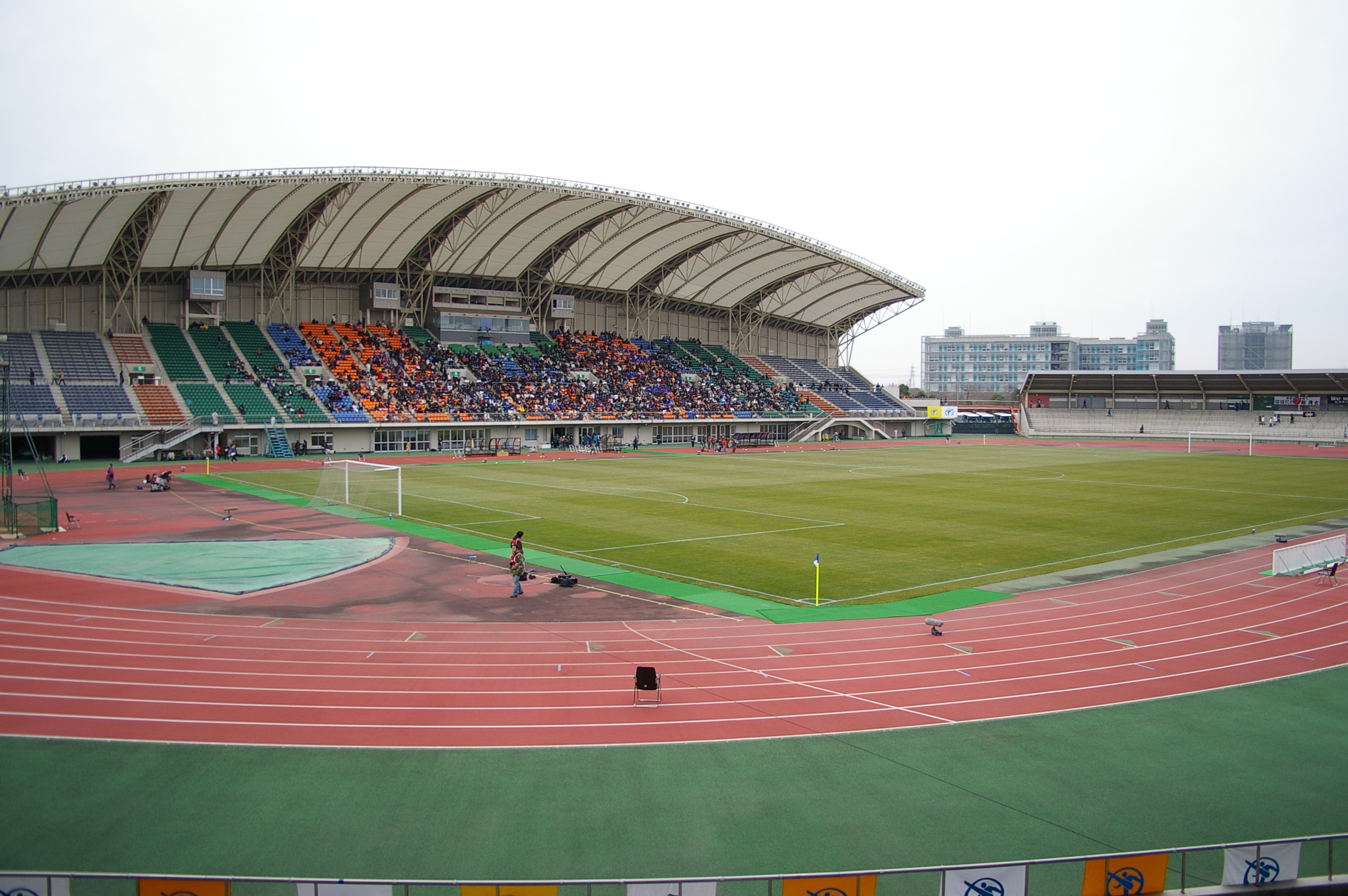
柏の葉公園総合競技場

- 柏の葉公園総合競技場（以下柏の葉）をホームとすることを前提として、日立柏サッカー場（以下便宜上「日立台」）をJリーグ基準の収容人員（15,000人以上）にすることで1993年にJリーグ準会員の承認を受けた。1999年に柏の葉が竣工するまで、日立台の収容人数を15,900人とすることで基準を満たし、柏の葉の完成後に本拠地を移転することとした。
- 2005年秋になって、一部の報道では日立台の改修を2009年度以後に進める「市民スポーツ文化スタジアム」の基本構想をまとめ、整備する計画であると伝えられた。スタジアムとピッチの距離を保ち、今のアットホームな雰囲気を保つため、25,000人規模のスタジアムを目指しての改修ではなく、現状の規模を維持したままでの改修を望む声もある[注 16]。なお、柏市議会も2012年3月の開幕までに完成することを目指し、座席3,000人分の増築を検討していることを公表した[29]。2011年8月から増築工事が開始された[30]。
- 2012年3月11日に竣工。前述のとおりゴール裏について、「柏熱（はくねつ）地帯ホーム自由席」を西側へ変更すると共に二層式（新設の2階席は座席）とし、ビジター自由席を東側に変更した。また、メインスタンドのホーム側の座席も一部増築し、Jリーグ届出の収容人員が15,349人となった。市民寄付によるホームゴール裏の正門「柏シヴィックプライドゲート」が設置し、大型映像装置を西側から東側へ移設した。
- なお、柏の葉でのホームゲームは下表の通り、公式戦では2009年以降開催されておらず、移転は事実上白紙の状態である。

年度別・競技場別の試合数
※参考 リーグ戦ホームゲーム数（2006・2010年・2019年はJ2、ほかはJ1〈1995-98年のJリーグを含む〉）
1995年：26試合
1996年・1999年 - 2004年：15試合
1997年：16試合
1998年・2005年・2007年 - 2009年・2011年 - 2018年・2020年・2022年 - 2023年：17試合
2006年：24試合
2010年：18試合
2019年：21試合
2021年・2024年：19試合
| 年度 | リーグ戦          | リーグ戦 | リーグ戦        | Jリーグ杯       | ACL     | 備考                                                                                            |
| 年度 | 日立台（三協F柏） | 柏の葉   | その他          | Jリーグ杯       | ACL     | 備考                                                                                            |
| 1995 | 23                | -        | 国立3           | 非開催          | 不参加  |                                                                                                 |
| 1996 | 12                | -        | 国立2 新潟市陸1 | 日立台7         | 不参加  |                                                                                                 |
| 1997 | 15                | -        | 国立1           | 日立台3         | 不参加  |                                                                                                 |
| 1998 | 15                | -        | 国立2           | 日立台2         | 不参加  |                                                                                                 |
| 1999 | 10                | 4        | 国立1           | 日立台4         | 不参加  | Jリーグカップ優勝 この年柏の葉完成                                                              |
| 2000 | 11                | 4        | なし            | 日立台1         | 不参加  |                                                                                                 |
| 2001 | 10                | 4        | 国立1           | 日立台1 柏の葉1 | 不参加  |                                                                                                 |
| 2002 | 11                | 2        | 国立2           | 柏の葉3         | 不参加  |                                                                                                 |
| 2003 | 11                | 3        | 国立1           | 日立台2 柏の葉1 | 不参加  |                                                                                                 |
| 2004 | 11                | 3        | 国立1           | 日立台2 柏の葉1 | 不参加  |                                                                                                 |
| 2005 | 11                | 4        | 国立2           | 日立台3         | 不参加  | J2降格                                                                                          |
| 2006 | 21                | 3        | なし            | 不参加          | 不参加  | J1昇格                                                                                          |
| 2007 | 12                | 3        | 国立2           | 日立台3         | 不参加  |                                                                                                 |
| 2008 | 15                | 0        | 国立2           | 柏の葉3         | 不参加  |                                                                                                 |
| 2009 | 15                | 0        | 国立2           | 日立台3         | 不参加  | J2降格                                                                                          |
| 2010 | 18                | 0        | なし            | 不参加          | 不参加  | J2優勝・J1昇格                                                                                  |
| 2011 | 15                | 0        | 国立2           | 日立台1         | 不参加  | J1優勝                                                                                          |
| 2012 | 15                | 0        | 国立2           | 日立台2         | 日立台3 | 天皇杯優勝                                                                                      |
| 2013 | 15                | 0        | 国立2           | 日立台2         | 日立台6 | Jリーグカップ優勝 ACLは決勝T3も含む                                                             |
| 2014 | 17                | 0        | なし            | 日立台5         | 不参加  | スルガ銀行チャンピオンシップ優勝                                                                |
| 2015 | 17                | 0        | なし            | 日立台1         | 日立台5 | ACLは東地区プレーオフ1、決勝トーナメント1を含む リーグ杯はACL本戦出場のため決勝トーナメントのみ |
| 2016 | 17                | 0        | なし            | 日立台3         | 不参加  |                                                                                                 |
| 2017 | 17                | 0        | なし            | 日立台3         | 不参加  |                                                                                                 |
| 2018 | 17                | 0        | なし            | 三協F2          | 日立台4 | J2降格 ACLはプレーオフ1を含む リーグ杯はACL本戦出場のためプライムステージのみ                   |
| 2019 | 21                | 0        | なし            | 三協F3          | 不参加  | J2優勝・J1昇格                                                                                  |
| 2020 | 17                | 0        | なし            | 三協F2          | 不参加  |                                                                                                 |
| 2021 | 19                | 0        | なし            | 三協F3          | 不参加  |                                                                                                 |
| 2022 | 17                | 0        | なし            | 三協F3          | 不参加  |                                                                                                 |
| 2023 | 17                | 0        | なし            | 三協F3          | 不参加  |                                                                                                 |
| 2024 | 19                | 0        | なし            | 三協F2          | 不参加  |                                                                                                 |
| 2025 | 19                | 0        | なし            |                 | 不参加  |                                                                                                 |

## ユニフォーム

### クラブカラー

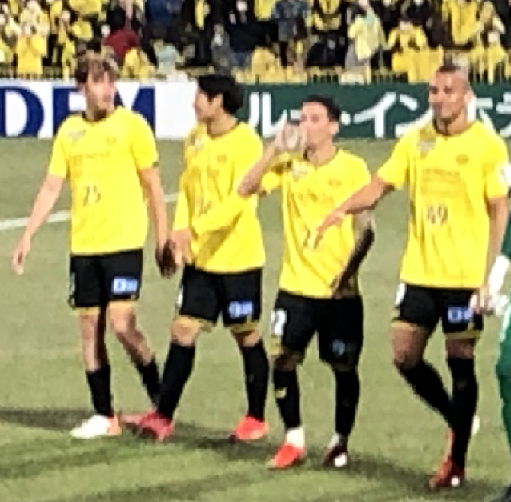
ホームゲームカラー 黄／黒(2022年 J1第4節)

- 黄[1]、     黒

### ユニフォームスポンサー
| 掲出箇所   | スポンサー名                     | 表記                                              | 掲出年      | 備考 |
| 胸         | 日立製作所                       | HITACHI                                           | 2025年 -    | 1992年 - 2000年は「HITACHI」表記 2001年 - 2020年は「HITACHI Inspire the Next」 2021年 - 2024年は「HITACHI Inspire the Next LUMADA」表記                                                                                     |
| 鎖骨       | 日立システムズ                   | 日立システムズ                                    | 2025年 -    | 左側に表記 2023年 - 2024年は左袖 |
| 鎖骨       | セーブ・ザ・チルドレン・ジャパン | KASHIWA Reysol × Save the Children                | 2025年 -    | 無償提供 左肩に表記 2012年はパンツ 2014年 - 2016年は背中下部 2016年 - 2018年は背中下部上 2019年 - 2024年は左袖下部 2012年は「Save the Children JAPAN」表記 2014年 - 2016年は「KASHIWA Reysol× Save the Children JAPAN」表記 |
| 鎖骨       | 三協フロンテア                   | 三協フロンテア                                    | 2018年 -    | 右側に表記 スタジアムネーミングライツ契約も締結 2020年のルヴァンカップ決勝では左袖にも掲出された |
| 背中上部   | アフラック生命保険               | Aflac                                             | 2025年 -    | 1999年 - 2001年は袖 1999年 - 2001年は「アメリカンファミリー」表記 2002年 - 2004年は「AFLAC」表記 2005年より現表記 2024年のみ50周年ロゴがAflacロゴ右に掲出された                                                             |
| 背中下部   | 日立ビルシステム                 | 日立ビルシステム                                  | 2019年5月 - | |
| 袖         | 日立プラントサービス             | つながる強さ、つなげる責任。 日立プラントサービス | 2025年 -    | |
| パンツ前面 | ローソン                         | LAWSON TICKET ローチケ                            | 2021年 -    | 2017年 - 2020年は「LAWSON」表記 |
| パンツ前面 | ローソンエンタテインメント       | LAWSON TICKET ローチケ                            | 2021年 -    | 2017年 - 2020年は「LAWSON」表記 |
| パンツ背面 | 日立ハイテク                     | 日立ハイテク                                      | 2023年 -    | |

### ユニフォームデザイン

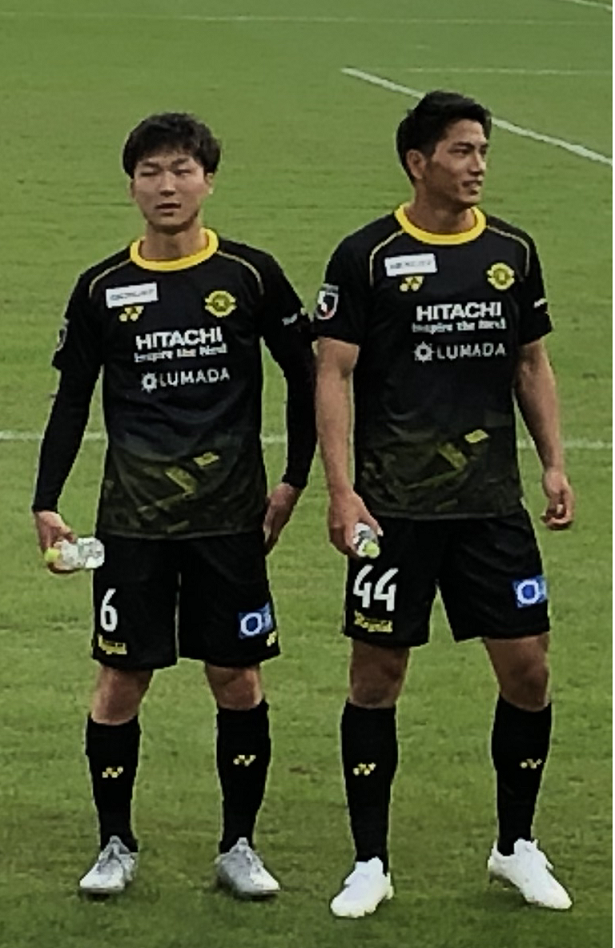
30周年記念ユニフォーム着用のホームゲーム(2022年 J1第6節)

- 基本的に2年に1度のペース、奇数年にユニフォームデザインを変更している。また、2014年まで背中の選手名が無かったが、2015年から選手名が追加された。
- 国際試合用のユニフォームは胸スポンサーのHITACHIのみで背中に選手名が入る。国際試合用ユニフォームはFIFAクラブワールドカップ2011から使用されており、デザイン変更はACL2015とACL2018の2回。
- 2014年から各アカデミーチームの胸部分にマブチモーター（表記：MABUCHI MOTOR）のロゴが入っている。背中は「HITACHI」[注 22]。
  - また、2012年にトップチームのパンツスポンサーだったセーブ・ザ・チルドレン・ジャパンは、2013年以降はアカデミーチームのパンツスポンサーとなった。2014年7月12日からトップチームのユニフォーム背中下部のロゴとなった[注 23]。
- 左胸のエンブレム上の星（★）4つは1999年のJリーグカップ、2011年のJ1リーグ戦および第92回天皇杯全日本サッカー選手権大会（2012年）、2013年のJリーグカップの優勝を表している[35]。国際試合用ユニフォームには星は入っていない。2021/22シーズンはエンブレム上ではなく左袖のセーブ・ザ・チルドレンロゴ下、2023-24シーズンは左肩、2025シーズンは右肩に入る。
- 2012年シーズンは、2011年のJ1リーグ年間優勝クラブであるため、金色のJマークのチャンピオンバッジが右袖についていた。
- 2022シーズンは限定ユニフォームとして30周年記念ユニフォームを4〜5月のリーグ戦ホームゲームにて着用した[36]。
- 2023シーズン以降のトップチームユニフォームには長袖が提供されず、冬季は半袖ユニフォームの下に長袖インナーを着用する。なお、アカデミーのみ長袖ユニフォームが提供されている。
- 2025シーズンはクラブ初の夏季限定ユニフォーム[注 24]をリリースした[37]。デザインはファッションブランド「bal」の江田龍介が担当。

### ユニフォームサプライヤーの遍歴
- 1992年 - 1994年：アディダス
- 1995年 - 1996年：リーグ戦はミズノ、カップ戦はアディダス（2ndモデルの配色は、シャツ・パンツ・ソックス全て、白）
- 1997年 - 2010年：アンブロ
- 2011年 - 現在：ヨネックス

### 歴代ユニフォーム
| FP 1st      | FP 1st      | FP 1st      | FP 1st      | FP 1st      |
| ----------- | ----------- | ----------- | ----------- | ----------- |
| 1992 - 1994 | 1995 - 1996 | 1997 - 1998 | 1999 - 2000 | 2001 - 2002 |
| 2003 - 2004 | 2005 - 2006 | 2007 - 2008 | 2009 - 2010 | 2011 - 2012 |
| 2013 - 2014 | 2015 - 2016 | 2017 - 2018 | 2019 - 2020 | 2021 - 2022 |
| 2023 - 2024 | 2025 -      |             |             |             |
|             |             |             |             |             |

| FP 2nd      | FP 2nd      | FP 2nd      | FP 2nd      | FP 2nd      |
| ----------- | ----------- | ----------- | ----------- | ----------- |
| 1992 - 1994 | 1995 - 1996 | 1997 - 1998 | 1999 - 2000 | 2001 - 2002 |
| 2003 - 2004 | 2005 - 2006 | 2007 - 2008 | 2009 - 2010 | 2011 - 2012 |
| 2013 - 2014 | 2015 - 2016 | 2017 - 2018 | 2019 - 2020 | 2021 - 2022 |
| 2023 - 2024 | 2025 -      |             |             |             |
|             |             |             |             |             |

| FP Other                  | FP Other                  | FP Other               | FP Other       | FP Other       |
| ------------------------- | ------------------------- | ---------------------- | -------------- | -------------- |
| 2011 CWC - 2013 ACL · 1st | 2011 CWC - 2013 ACL · 2nd | 2015 · ACL 1st         | 2015 · ACL 2nd | 2018 · ACL 1st |
| 2018 · ACL 2nd            | 2022 · 30周年記念         | 2025 · LIMITED · Flare |                |                |
|                           |                           |                        |                |                |

### 歴代ユニフォームスポンサー表記
| 年度 | 箇所                            | 箇所                                                           | 箇所           | 箇所                   | 箇所                                                                       | 箇所                                                              | 箇所                                  | 箇所         | サプライヤー    |
| 年度 | 胸                              | 鎖骨左                                                         | 鎖骨右         | 背中上部               | 背中下部                                                                   | 袖                                                                | パンツ前面                            | パンツ背面   | サプライヤー    |
| 1992 | HITACHI                         | 解禁前                                                         | 解禁前         | -                      | 解禁前                                                                     | -                                                                 | 解禁前                                | 解禁前       | adidas          |
| 1993 | HITACHI                         | 解禁前                                                         | 解禁前         | -                      | 解禁前                                                                     | -                                                                 | 解禁前                                | 解禁前       | adidas          |
| 1994 | HITACHI                         | 解禁前                                                         | 解禁前         | -                      | 解禁前                                                                     | -                                                                 | 解禁前                                | 解禁前       | adidas          |
| 1995 | HITACHI                         | 解禁前                                                         | 解禁前         | maxell                 | 解禁前                                                                     | -                                                                 | 解禁前                                | 解禁前       | Mizuno / adidas |
| 1996 | HITACHI                         | 解禁前                                                         | 解禁前         | maxell                 | 解禁前                                                                     | -                                                                 | 解禁前                                | 解禁前       | Mizuno / adidas |
| 1997 | HITACHI                         | 解禁前                                                         | 解禁前         | maxell                 | 解禁前                                                                     | -                                                                 | 解禁前                                | 解禁前       | UMBRO           |
| 1998 | HITACHI                         | 解禁前                                                         | 解禁前         | maxell                 | 解禁前                                                                     | -                                                                 | 解禁前                                | 解禁前       | UMBRO           |
| 1999 | HITACHI                         | 解禁前                                                         | 解禁前         | maxell                 | 解禁前                                                                     | アメリカンファミリー （1st） アメリカン ファミリー （2nd）        | 解禁前                                | 解禁前       | UMBRO           |
| 2000 | HITACHI                         | 解禁前                                                         | 解禁前         | maxell                 | 解禁前                                                                     | アメリカンファミリー （1st） アメリカン ファミリー （2nd）        | 解禁前                                | 解禁前       | UMBRO           |
| 2001 | HITACHI Inspire the Next        | 解禁前                                                         | 解禁前         | maxell                 | 解禁前                                                                     | アメリカン ファミリー                                             | 解禁前                                | 解禁前       | UMBRO           |
| 2002 | HITACHI Inspire the Next        | 解禁前                                                         | 解禁前         | AFLAC                  | 解禁前                                                                     | -                                                                 | maxell                                | 解禁前       | UMBRO           |
| 2003 | HITACHI Inspire the Next        | 解禁前                                                         | 解禁前         | AFLAC                  | 解禁前                                                                     | -                                                                 | maxell                                | 解禁前       | UMBRO           |
| 2004 | HITACHI Inspire the Next        | 解禁前                                                         | 解禁前         | AFLAC                  | 解禁前                                                                     | -                                                                 | maxell                                | 解禁前       | UMBRO           |
| 2005 | HITACHI Inspire the Next        | 解禁前                                                         | 解禁前         | Aflac                  | 解禁前                                                                     | -                                                                 | maxell                                | 解禁前       | UMBRO           |
| 2006 | HITACHI Inspire the Next        | 解禁前                                                         | 解禁前         | Aflac                  | 解禁前                                                                     | Wooo                                                              | maxell                                | 解禁前       | UMBRO           |
| 2007 | HITACHI Inspire the Next        | 解禁前                                                         | 解禁前         | Aflac                  | 解禁前                                                                     | uVΛLUE                                                            | maxell                                | 解禁前       | UMBRO           |
| 2008 | HITACHI Inspire the Next        | 解禁前                                                         | 解禁前         | Aflac                  | 解禁前                                                                     | uVΛLUE                                                            | maxell                                | 解禁前       | UMBRO           |
| 2009 | HITACHI Inspire the Next        | 解禁前                                                         | 解禁前         | Aflac                  | 解禁前                                                                     | uVΛLUE                                                            | 麗澤大学                              | 解禁前       | UMBRO           |
| 2010 | HITACHI Inspire the Next        | 解禁前                                                         | 解禁前         | Aflac                  | 解禁前                                                                     | uVΛLUE                                                            | 麗澤大学                              | 解禁前       | UMBRO           |
| 2011 | HITACHI Inspire the Next        | 解禁前                                                         | 解禁前         | Aflac                  | 解禁前                                                                     | uVΛLUE                                                            | 麗澤大学                              | 解禁前       | YONEX           |
| 2012 | HITACHI Inspire the Next        | 解禁前                                                         | 解禁前         | Aflac                  | 解禁前                                                                     | Harmonious Cloud                                                  | Save the Children JAPAN               | 解禁前       | YONEX           |
| 2013 | HITACHI Inspire the Next        | 解禁前                                                         | 解禁前         | Aflac                  | 解禁前                                                                     | Human Dreams. Make IT Real.                                       | 日立アーバン インベストメント         | 解禁前       | YONEX           |
| 2014 | HITACHI Inspire the Next        | 解禁前                                                         | 解禁前         | Aflac                  | KASHIWA Reysol×Save the Children JAPAN                                     | 日立アーバン インベストメント                                     | - / SOCIAL INNOVATION IT'S OUR FUTURE | 解禁前       | YONEX           |
| 2015 | HITACHI Inspire the Next        | 解禁前                                                         | 解禁前         | Aflac                  | KASHIWA Reysol×Save the Children JAPAN                                     | 日立アーバン インベストメント                                     | SOCIAL INNOVATION IT'S OUR FUTURE     | 解禁前       | YONEX           |
| 2016 | HITACHI Inspire the Next        | 解禁前                                                         | 解禁前         | Aflac                  | KASHIWA Reysol×Save the Children JAPAN （上部） - / Zeal Holdings （下部） | 日立アーバン インベストメント                                     | SOCIAL INNOVATION IT'S OUR FUTURE     | 解禁前       | YONEX           |
| 2017 | HITACHI Inspire the Next        | 解禁前                                                         | 解禁前         | Aflac                  | KASHIWA Reysol×Save the Children （上部） Zeal Holdings （下部）           | 日立アーバン インベストメント                                     | LAWSON                                | 解禁前       | YONEX           |
| 2018 | HITACHI Inspire the Next        | -                                                              | 三協フロンテア | Aflac                  | KASHIWA Reysol×Save the Children （上部） Zeal Holdings （下部）           | 日立アーバン インベストメント                                     | LAWSON                                | 解禁前       | YONEX           |
| 2019 | HITACHI Inspire the Next        | -                                                              | 三協フロンテア | Aflac                  | - / 日立ビルシステム                                                       | KASHIWA Reysol×Save the Children                                  | LAWSON                                | 解禁前       | YONEX           |
| 2020 | HITACHI Inspire the Next        | -                                                              | 三協フロンテア | Aflac                  | 日立ビルシステム                                                           | KASHIWA Reysol×Save the Children                                  | LAWSON                                | -            | YONEX           |
| 2021 | HITACHI Inspire the Next LUMADA | -                                                              | 三協フロンテア | Aflac                  | 日立ビルシステム                                                           | KASHIWA Reysol×Save the Children                                  | LAWSON TICKET ローチケ                | -            | YONEX           |
| 2022 | HITACHI Inspire the Next LUMADA | -                                                              | 三協フロンテア | Aflac                  | 日立ビルシステム                                                           | KASHIWA Reysol×Save the Children                                  | LAWSON TICKET ローチケ                | -            | YONEX           |
| 2023 | HITACHI Inspire the Next LUMADA | 日立ソリューションズ                                           | 三協フロンテア | Aflac                  | 日立ビルシステム                                                           | 日立システムズ （上部） KASHIWA Reysol×Save the Children （下部） | LAWSON TICKET ローチケ                | 日立ハイテク | YONEX           |
| 2024 | HITACHI Inspire the Next LUMADA | 日立ソリューションズ                                           | 三協フロンテア | Aflac 50th Anniversary | 日立ビルシステム                                                           | 日立システムズ （上部） KASHIWA Reysol×Save the Children （下部） | LAWSON TICKET ローチケ                | 日立ハイテク | YONEX           |
| 2025 | HITACHI                         | KASHIWA Reysol×Save the Children （上部） 日立システムズ(下部) | 三協フロンテア | Aflac                  | 日立ビルシステム                                                           | つながる強さ、つなげる責任。 日立プラントサービス                 | LAWSON TICKET ローチケ                | 日立ハイテク | YONEX           |

## アカデミー
U-18、U-15/14/13、U-12/11/10、U-9スペシャルクラス、GKクラス、スクールからなるアカデミー本体のほか、「柏レイソルアライアンスグループ」の名の下に、「柏レイソルアライアンスアカデミー」として柏市、野田市、流山市、長生郡白子町で、また、「柏レイソルアライアンスクラブ」として柏市、松戸市、我孫子市、流山市、茨城県取手市をホームタウンとする計8クラブと提携してアカデミー活動を行っている。

## チケット
2014年現在J1・J2の40クラブで唯一Jリーグのオフィシャルチケッティングパートナーであるチケットぴあでのチケット販売を行っておらず、ローソンチケットとJリーグの公式販売サイトであるJリーグチケットでのみ販売している（かつてはチケットぴあでの販売を行っていた時期があり、Pコード「592-120」が割り当てられていた）。

## 決算
柏レイソルの決算は、つぎのとおり。

### 損益
| 年度 | 収入  | 広告料 | 入場料 | 配分 | その他 | 費用  | 事業費 | 人件費 | 管理費 | 利益 | 純利益 |
| 2005 | 3,874 | 1,782  | 529    | 250  | 1,313  | 3,858 | 3,398  | N.A.   | 460    | 16   | 1      |
| 2006 | 3,244 | 2,502  | 284    | 139  | 319    | 3,462 | 3,048  | 2,188  | 414    | -218 | -197   |
| 2007 | 3,143 | 1,930  | 411    | 258  | 544    | 3,105 | 2,641  | 1,693  | 464    | 38   | 37     |
| 2008 | 2,997 | 1,874  | 460    | 236  | 427    | 3,048 | 2,537  | 1,694  | 511    | -51  | -67    |
| 2009 | 2,859 | 1,763  | 474    | 209  | 413    | 2,930 | 2,412  | 1,580  | 518    | -71  | -55    |
| 2010 | 2,743 | 1,998  | 291    | 117  | 337    | 2,698 | 2,209  | 1,485  | 489    | 45   | 28     |

出典: 各年度のJクラブ決算一覧。
2005、
2006、
2007、
2008、
2009、
2010
金額の単位: 百万円
人件費は事業費に含まれる。
| 年度 | 収益  | 広告料 | 入場料 | 配分 | 育成 | その他 | 費用  | 人件費 | 試合 | トップ | 育成 | 女子 | 販売  | 利益 | 純利益 |
| 2011 | 3,543 | 1,878  | 496    | 230  | 74   | 865    | 3,391 | 1,919  | 153  | 268    | 36   | 0    | 1,015 | 152  | 164    |
| 2012 | 3,551 | 1,989  | 576    | 234  | 74   | 678    | 3,527 | 2,047  | 174  | 225    | 38   | 0    | 1,043 | 24   | 10     |
| 2013 | 3,412 | 1,947  | 646    | 204  | 71   | 544    | 3,380 | 2,118  | 198  | 266    | 40   | 0    | 758   | 32   | 3      |
| 2014 | 3,165 | 1,943  | 466    | 201  | 66   | 489    | 3,195 | 2,059  | 138  | 209    | 39   | 0    | 750   | -30  | 0      |
| 2015 | 3,019 | 1,928  | 518    | 186  | 34   | 353    | 3,083 | 1,888  | 167  | 232    | 40   | 0    | 756   | -64  | -38    |

出典: 各年度のJクラブ決算一覧。
2011、
2012、
2013、
2014、
2015
金額の単位: 百万円
| 年度 | 収益  | 広告料 | 入場料 | 配分 | 育成 | 物販 | その他 | 費用  | 人件費 | 試合 | トップ | 育成 | 女子 | 物販 | 販売 | 利益 | 純利益 |
| 2016 | 2,874 | 1,929  | 435    | 185  | 30   | 61   | 234    | 2,830 | 1,753  | 132  | 180    | 39   | 0    | 48   | 678  | 44   | 57     |

出典: 各年度のJクラブ決算一覧。
2016
金額の単位: 百万円

### 資産
| 年度 | 総資産 | 総負債 | 純資産 | 資本金 |
| 2005 | 1,336  | 1,272  | 63     | 22     |
| 2006 | 756    | 890    | -134   | 22     |
| 2007 | 758    | 855    | -96    | 22     |
| 2008 | 553    | 717    | -163   | 22     |
| 2009 | 466    | 685    | -219   | 22     |
| 2010 | 1,819  | 999    | 819    | 100    |
| 2011 | 2,094  | 1,110  | 984    | 100    |
| 2012 | 2,456  | 1,462  | 994    | 100    |
| 2013 | 2,238  | 1,241  | 997    | 100    |
| 2014 | 2,038  | 1,041  | 997    | 100    |
| 2015 | 2,215  | 1,256  | 959    | 100    |
| 2016 | 2,225  | 1,209  | 1,016  | 100    |

出典: 各年度のJクラブ決算一覧。
2005、
2006、
2007、
2008、
2009、
2010、
2011、
2012、
2013、
2014、
2015、
2016
金額の単位: 百万円